# المسيحية في أرمينيا

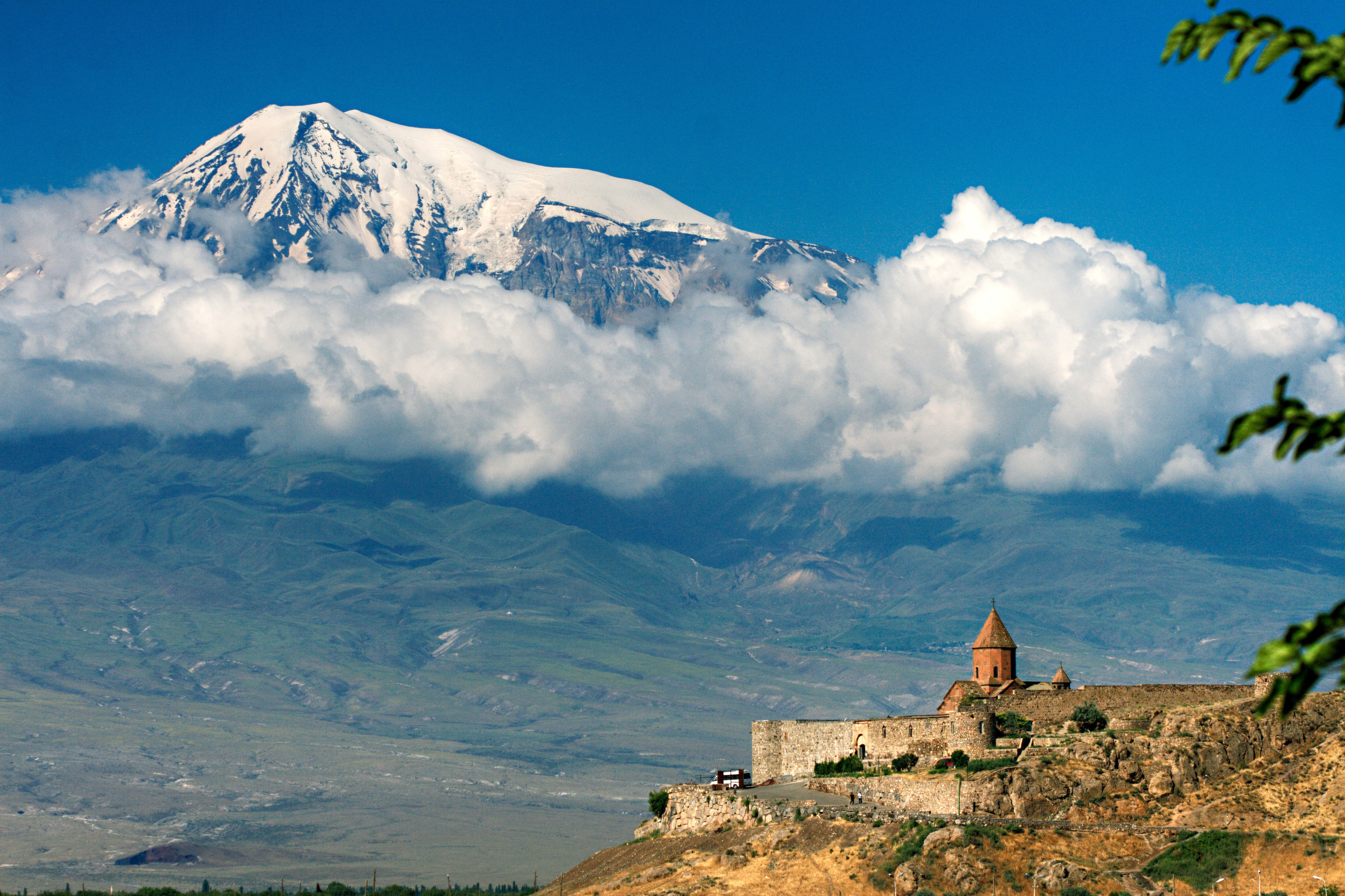
دير خور فيراب الذي يعود للقرن السابع الميلادي ويقع قرب جبل أرارات الذي يعتقد برسو سفينة نوح عليه.

المسيحية في أرمينيا هي الديانة السائدة والمهيمنة ويعتنق أغلب الأرمن الديانة المسيحية. تُعّد أرمينيا أول بلد اعتمد المسيحية كدين للدولة، وهو حدث يؤرخ تقليدياً في عام 301. بحسب التعداد السكاني لعام 2011 حوالي 94.8% من سكان أرمينيا يعتنقون الديانة المسيحية، وينتمي أكثر من 93% من المسيحيين الأرمن إلى الكنيسة الرسولية الأرمنية الأرثوذكسية، سواءً داخل أرمينيا أم خارجها.
الكنيسة الوطنية في البلاد هي الكنيسة الأرمنية الأرثوذكسية، والتي تأسست وفق التقاليد الكنسية في القرن الأول على يد القديس تداوس والقديس برثلماوس وكلاهما من التلاميذ الاثني عشر، ولذلك تصف هذه الكنيسة نفسها «بالرسولية». من ناحية الطقوس، للكنيسة طقوسها الخاصة المنبثقة من الحضارة والمجتمع الأرمني، وقامت الكنيسة الأرمنية، بدور بارز في الحفاظ على الثقافة والهوية القوميَّة الأرمنيَّة، على سبيل المثال يشتهر الرهبان الأرمن الكاثوليك بسلسلة من المنشورات العلمية من الإصدارات بالأرمنية لنصوص يونانية قديمة. هناك إلى جانب الكنائس الأرمنية، عدد قليل من أتباع الكنائس غير أرمنية الطقس واللغة من أمثال الكنيسة الرومانية الكاثوليكية أو الكنائس البروتستانتية.

## تاريخ

### العصور القديمة

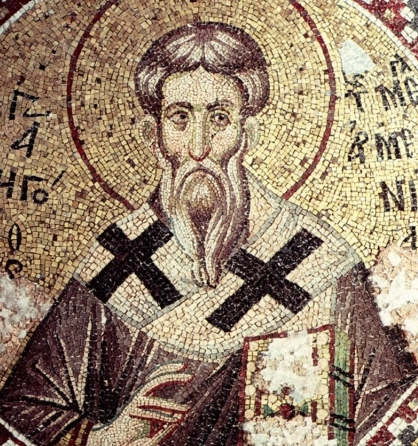
أدّت دعوة القديس غريغوريوس المنور إلى اعتناق أرمينيا للمسيحية في عام 301 للميلاد.

قبل تحول الأرمن للديانة المسيحية اعتنقت أرمينيا الزرادشتية المازدية (في مقابل الساسانيين الزروانتيين)، حيث ركزت بصفة خاصة على عبادة ميهر (أفيستان ميثرا). وأنتشرت المسيحية في أرمينيا بحدود 40 ميلادية، وجعل الملك تيريداتس الثالث من من المسيحية دين الدولة عام 301م.
اعتنق الأرمن المسيحيَّة مُنذُ سنة 301م، وكانت أرمينية أولى البلاد في العالم التي اتخذت المسيحيَّة دينًا رسميًّا لها، وأصبحت أرمينيا بذلك أولى الممالك تحولاً للمسيحية، وذلك بعشر أعوام قبل أن يعلن غاليريوس التسامح تجاه المسيحية و36 عامًا قبل تعميد قسطنطين الكبير. وأبرز الأدلَّة على ذلك ما كتبه المُؤرِّخ الأرمني «أگاتانج» في مُؤلَّفه حامل عنوان «تاريخ الأرمن»، وقال فيه أنَّ الملك تيرداد الثالث (ح. 301\314م) تعمَّد على يد القدِّيس جرجير المُنوِّر، وما لبث أن أعلن المسيحيَّة الديانة الرسميَّة لِبلاده. بعد سقوط مملكة أرمينيا في 428 م، ضمت معظم أرمينيا بوضعية مرزبانة إلى الإمبراطورية الساسانية. في أعقاب التمرد الأرمني في 451 ميلادي، حافظ الأرمن المسيحيون على حريتهم الدينية كما نالت أرمينيا الحكم الذاتي. إنتسب القديس ميسروب ماشدوتس لفرع من فروع عائلة الجاثليق غريغوريوس المنور (257–331) مؤسس وشفيع الكنيسة الأرمنية الرسولية، وكان مقربًا من البلاط الأرمن حيث شغل عدة مناصب إدارية وعسكرية في القنصلية الملكية، وبفضل اهتمامه الكبير باللغات اتقن ميسروب إضافة للغته الأم اللغات اليونانية والفارسية والسريانية. في عام 406 ميلادي، اخترع الراهب ميسروب ماشدوتس الأبجدية الأرمنية، وتمت ترجمة الإنجيل إلى الأرمنية، وبذلك بدأ العصر الذهبي للأدب الأرمني، إذ تمت ترجمة أغلب المؤلفات العلميَّة والثقافيَّة والتاريخيَّة والدينية الموجودة آنذاك إلى اللغة الأرمنية، حتى أن أصول بعض هذه المؤلفات قد فقدت وبقيت ترجماتها الأرمنية. وقد سبق عصر الترجمة في أرمينيا عصر الترجمة في الدولة العربية الإسلامية بعدة قرون، وسبق الشعب الأرمني الشعب الألماني في ترجمة الكتاب المقدس على يد مارتن لوثر بنحو 1100 سنة.

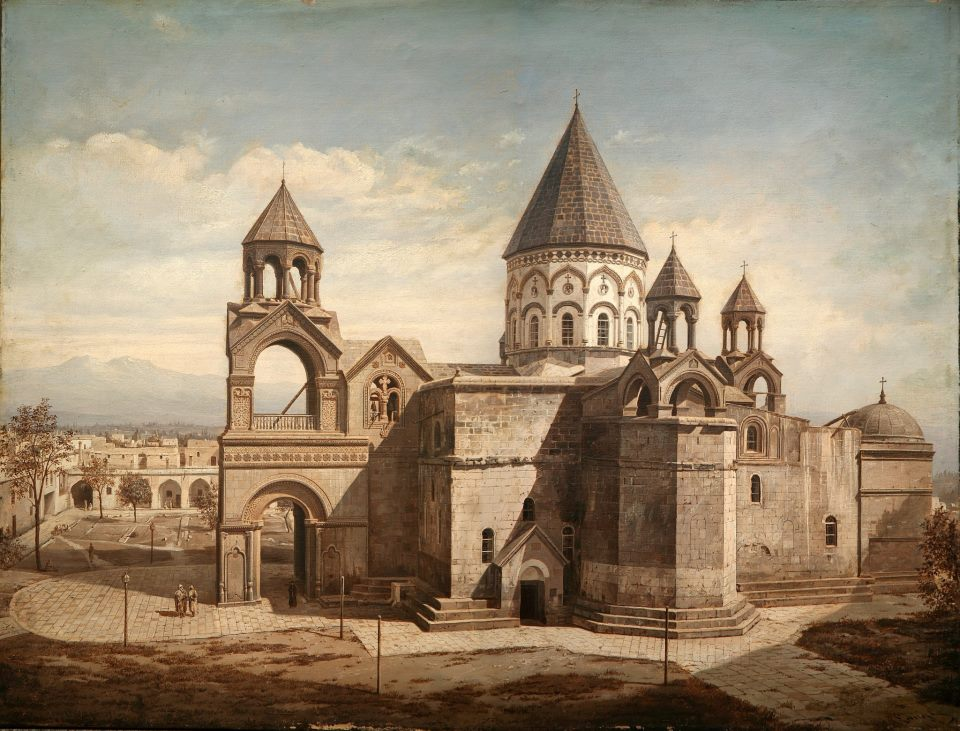
رسم لكاتدرائية إتشميادزينه؛ وهي من أقدم الكنائس في أرمينيا.

لم تقبل الكنيسة الأرمنيَّة، مع كنائس شرقيَّة أُخرى، مُقررات مجمع خلقدونية الذي انعقد سنة 451م، وقال بِأُلوهيَّة وإنسانيَّة المسيح الكاملة، وتمسَّكت بِتعاليم البطريرك كيرلس السَّكندري القائل بِالطبيعة الواحدة لِلمسيح، فوقع الخلاف بينها وبين الكنيسة الروميَّة، وتوسَّع الشرخ بينهما بسبب التنافس على النُفُوذ بين الكراسي البطريركيَّة والسُلطات المدنيَّة، ووجدت الكنيسة الأرمنيَّة نفسها في طرف الكنائس اللاخلقيدونيَّة، مع شقيقاتها الكنائس القبطيَّة والسُريانيَّة اليعقوبيَّة. وفي مجمع دُبيل في سنة 554م، ثبَّتت الكنيسة الأرمنيَّة رفضها لِتعاليم مجمع خلقيدونية، فانقطعت شراكتها مع الكنسية البيزنطية وكُرسي القُسطنطينيَّة وروميَّة. حاول البيزنطيُّون فرض مذهبهم على الأرمن بِالقُوَّة، فتعرَّض هؤلاء للاضطهاد المذهبي، لكنهم ثبتوا ورفضوا اعتناق المذهب الخلقيدوني، وانتهجت الإمبراطوريَّة البيزنطيَّة سياسةً رسميَّةً مُتشددة مع الأرمن وغيرهم من الشُعُوب المسيحيَّة في الإمبراطوريَّة، وسعت إلى تقويض الاستقلال الذاتي لِكنائس هذه الشُعُوب وإلى فرض احترام العقائد المجمعيَّة بِحرفيَّتها، واضطهدت رجال الدين الأرمن، مما عاد عليها بِمقتٍ شديدٍ، وجعل الأرمن يتطلَّعون إلى أي قُوَّةٍ خارجيَّةٍ تقدر على تخليصهم من تسلُّط الروم.
بدأ التأثير المسيحي يتغلغل في بلاد الخزر بعدما حالفوا الروم ضدَّ الفُرس، كما لعب الأرمن والأرَّانيين دورًا في تنصير بعض الخزر من خلال التبشير، فابتنوا الأديرة والكنائس والصوامع في المناطق التي تُشكِّل داغستان المُعاصرة، والتي كانت من جُملة بلاد الخزر، فأقبل بعضهم على اعتناق المسيحيَّة، على أنَّها لم تلعب دورًا محوريًّا في حياتهم. فقد عمل الفُرس على نشر المذهب الزوراني بِنشاطٍ في البلاد الأرمنيَّة الخاضعة لهم، وابتنوا بُيُوت النار في جميع أنحائها، وذلك في سبيل مُحاربة المسيحيَّة السياسيَّة المُتمثلة بزعامة بيزنطة لِلمسيحيين حول العالم، فسعى الفُرس إلى قطع الصلة بين رعاياهم المسيحيين والبيزنطيين المُنافسين لهم على حُكم الشرق الأوسط، فدعموا المجوسيَّة على حساب المسيحيَّة، واضطهدوا النصارى في بعض الأحيان، باستثناء النساطرة المُعادين لِلروم، لكن رُغم ذلك، أخذت المجوسيَّة بالانحسار رويدًا رُويدًا في أرمينية مع ازدياد أعداد مُعتنقي المسيحيَّة، على أنها بقيت ثاني أكثر الأديان شُيُوعًا بِحُلُول زمن الفتح الإسلامي.

### العصور الوسطى

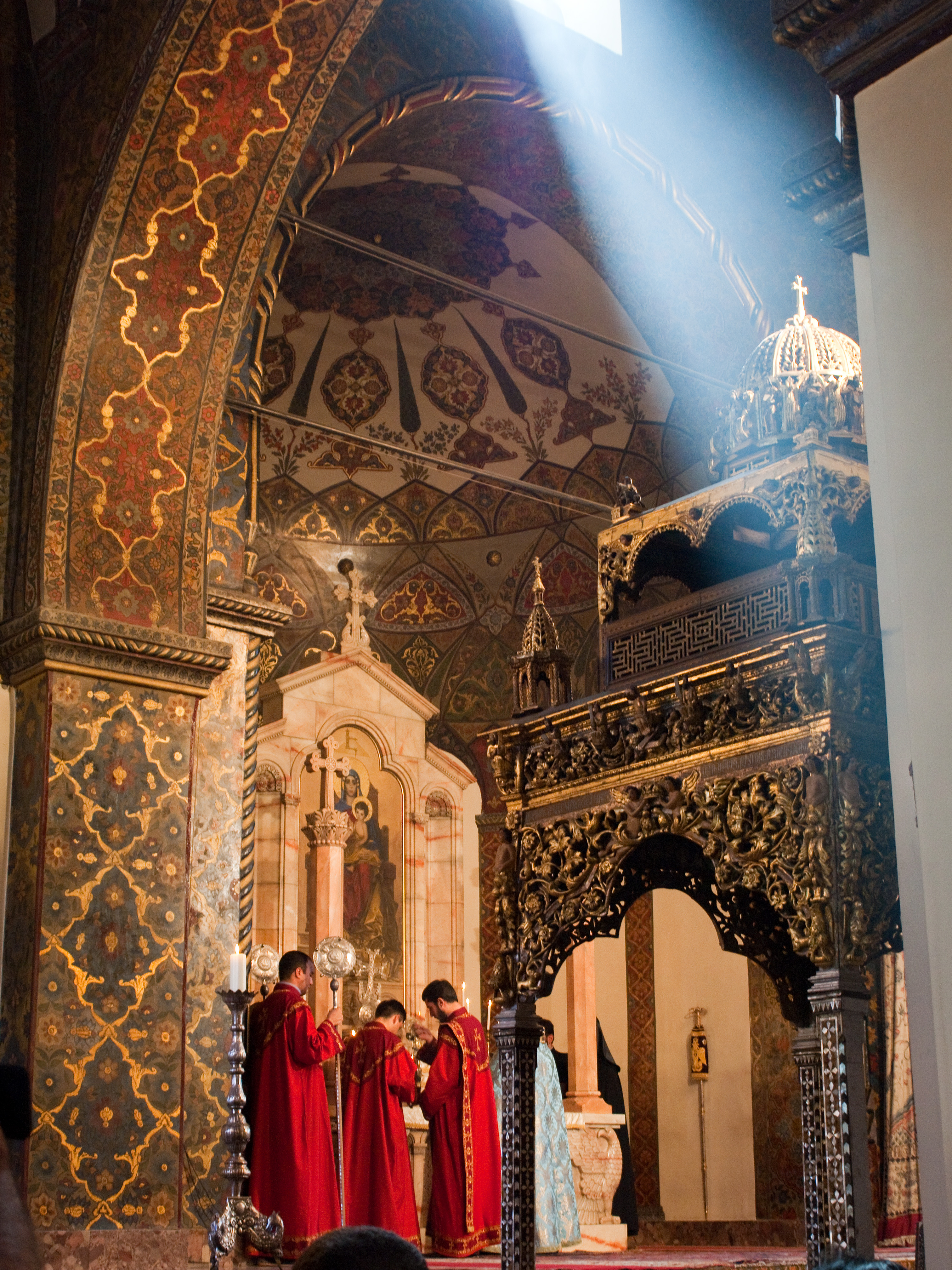
قداس في كاتدرائية إيتشمازين: أقدم كنيسة بنيت من طرف الدولة في التاريخ.

تلا مرحلة المرزبانة (428-636) ظهور إمارة أرمينيا وهي إمارة ذاتية الحكم ضمن الخلافة الإسلامية. جري فيها توحيد الأراضي الأرمنية بما في ذلك الأراضي التي استولت عليها الإمبراطورية البيزنطية. حكم الإمارة أمير أرمينيا والمعترف به من قبل الخليفة والإمبراطور البيزنطي. كانت جزءاً من التقسيم الإداري أو إمارة أرمينيّة التي أنشأها العرب والتي شملت أيضاً أجزاء من ألبانيا القوقازية وجورجيا وكان مركزها مدينة دفين الأرمنية. استمرت إمارة أرمينيا حتى 884م عندما استقلت عن الخلافة الضعيفة حينها. حكم المملكة الناشئة سلالة باغراتيوني؛ والتي تعد أقدم سلالة مسيحية حكمت في التاريخ. التي استمرت حتى عام 1045. مع مرور الوقت انفصلت العديد من مناطق أرمينيا كممالك وإمارات مستقلة مثل مملكة فاسبوراكان التي حكمها آل ارتسروني والتي حافظت على اعترافها بسيادة الملوك الباغراتونيين.
اتسمت حياة الأرمن قبل الفتح الإسلامي بِعدم الاستقرار، إذ عاشوا قبل الإسلام في صراعاتٍ ومعارك مُستمرَّة وتمزُّق وضياع، فكان الأُمراء الأرمن يتقاتلون مع بعضهم البعض ومع رجال الدين، وكان هُناك نزاعاتٌ دائمة بين هؤلاء وأولئك وبين فئات الشعب الفقيرة، فوقعت البلاد الأرمنيَّة في أيدي الفُرس الساسانيين والروم البيزنطيين، وتقاسمتها تلك القوتين الإقليميتين وشطرتها إلى قسمين: فارسي وبيزنطي، وتميَّزت أرمينية البيزنطيَّة تحديدًا بِالثورات السياسيَّة والدينيَّة نظرًا لِرفض الأرمن اليعاقبة المونوفيزيين اعتناق مذهب الإمبراطوريَّة الخلقيدوني، لِذلك وجدوا في الإسلام ملاذًا يلجأون إليه لِلحفاظ على هويتهم الدينيَّة والقوميَّة في وجه الروم. وفي الحقيقة فإنَّ عددًا كبيرًا من الأرمن، خاصَّةُ الأشراف والحُكَّام، لم يندمجوا في الدولة الإسلاميَّة، ولم يرضوا بِطاعة المُسلمين، وذلك على الرُغم من تحرُّرهم من سيطرة البيزنطيين واعتراف الخِلافة بِحقهم في اعتناق المذهب المسيحي الذي يرغبون به دون أي اضطهاد، وبالتالي فقد نقضوا الطاعة مرارًا، مُحاولين الاحتفاظ بِهويَّتهم وشخصيَّتهم القوميَّة المُميزة، عن طريق التمسُّك بِلُغتهم وكنيستهم الوطنيَّة، فبقي القسم الأعظم من الأرمن على المسيحيَّة ولم يستعربوا. ورُغم تناقض الموقف الأرمني، فقد منحهم المُسلمون استقلالًا محدودًا وذلك لإدراك الخِلافة لِأهميَّة الموقع الاستراتيجي لِأرمينية، الضروري لِحماية أمن الدولة الإسلاميَّة وحُدُودها، فشكَّل الأرمن حاجزًا بين ديار الإسلام وبين شُعُوب ما وراء القفقاس الذين زحفوا - بِإيعازٍ من الإمبراطوريَّة البيزنطيَّة في كثيرٍ من الأحيان - ناحية بلاد المُسلمين بِهدف إضعاف القُوَّة العسكريَّة الإسلاميَّة.

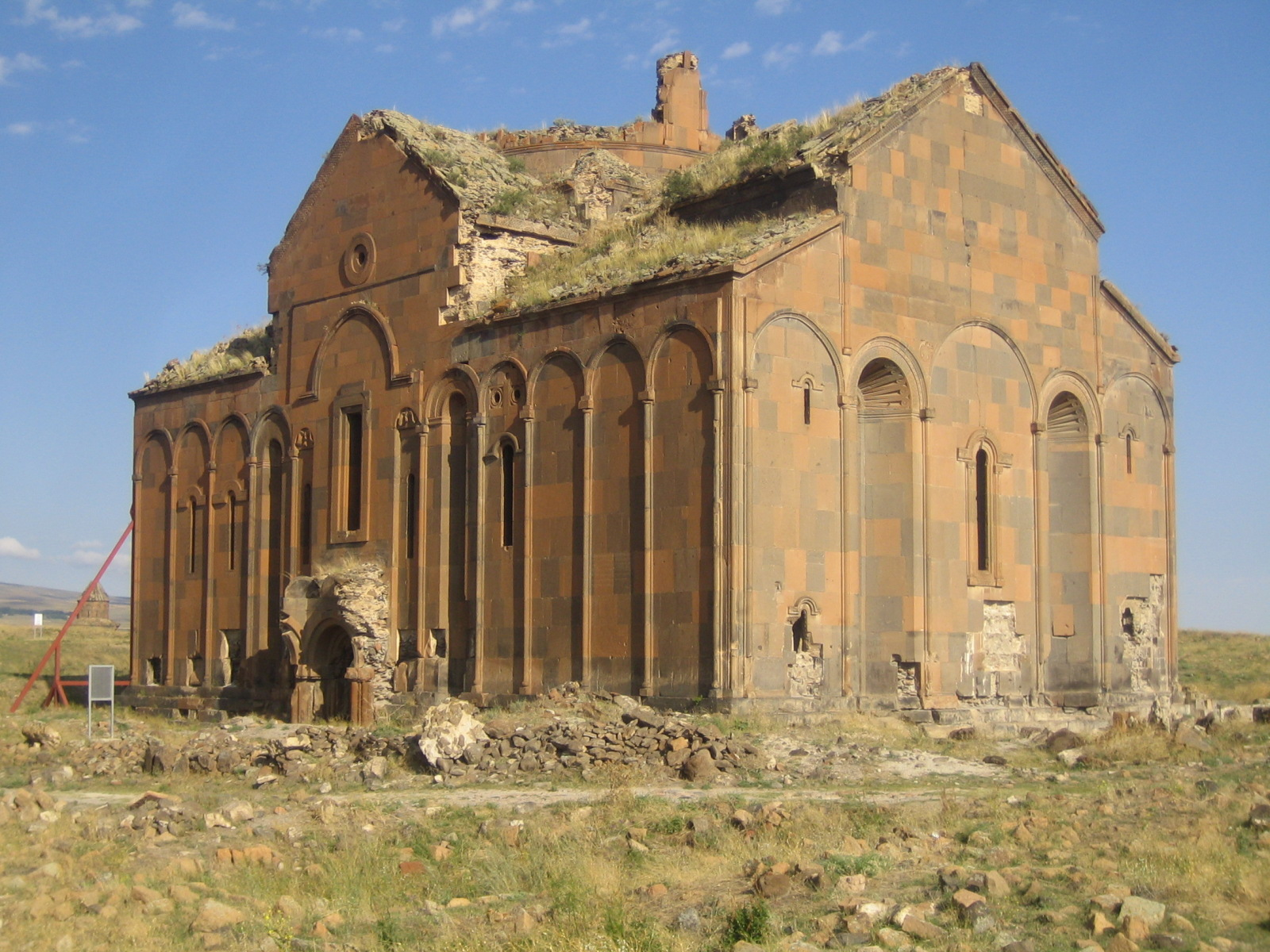
أطلال كاتدرائيَّة آني.

بذلت عائلة البقرادوني المسيحيَّة قصارى جهدها لتحسين علاقاتها مع الخلفاء العباسيين منذ أن استولوا على السلطة عام 750. تعامل العباسيون دائمًا مع مبادرات العائلة بشيء من الريبة ولكن بحلول أوائل السبعينيات من القرن الثامن، كسبت عائلة البقرادوني دعمهم وتحسّنت العلاقة بين الاثنين تحسنًا جذريًا: سرعان ما بدأ يُنظر إلى أفراد عائلة البقرادوني على أنهم قادة الأرمن في المنطقة. وقاموا بتأسس باغراتيد أرمينيا وهي دولة مستقلة أسّسها آشوط الأول البقرادوني في أوائل ثمانينيات القرن التاسع وبعد ما يقرب من قرنين من الهيمنة الأجنبية على أرمينيا الكبرى تحت الحكم الأموي والعباسي. رغم انشغال كل من القوتين المعاصرتين آنذاك في المنطقة -العباسيين والبيزنطيين- في تركيز قواتهما لإخضاع شعوب المنطقة، ورغم الشتات الذي لحق العديد من عائلات النخارار الأرمينية النبيلة، نجح آشوط في إثبات نفسه قائدًا بارزًا في حركته لطرد العرب من أرمينيا. وفي عهد آشوط الثالث من عام 732 إلى عام 748، أصبحت آني عاصمة لمملكة باغراتيد الأرمنية التي شملت أرمينيا وشرق تركيا، ونمت لتصبح مركزًا اقتصاديًا وثقافيًا مزدهرًا. وكانت المدينة تقف على مُفترق طرق تجارية وتحفل بالكنائس والقصور والحصون التي تعتبر بين الأفضل في وقتها من حيث القيمة الفنية والتقنيات المُستخدمة في بنائها، ولُقبت مدينة آني بالقاب عديدة تدل على عظمتها منها مدينة الألف كنيسة وكنيسة ومدينة الأربعين بوابة. وأيام مجدها بلغ عدد سكان آني مئة الف نسمة منافسة في ذلك بغداد والقاهرة والقسطنطينية.
اعتنق معظم الأرمن من سكان مملكة باغراتيد الأرمنية مذهب الكنيسة الرسولية الأرمنيَّة ولكن كانت هناك عناصر في المجتمع الأرمني انضمت أيضًا إلى الكنيسة الأرثوذكسية الشرقية، والتي كانت الدين الرسمي للإمبراطورية البيزنطية. وطالبت الإمبراطورية البيزنطية مرارًا بالتواصل مع الكنيسة الأرمينية كشرط مسبق لإرسال المساعدة إلى البقرادوني لكن معظم المحاولات فشلت في أن تؤتي ثمارها. في منتصف القرن العاشر، نشأ تحد داخلي جديد لسلطة الكنيسة الأرمنية والمملكة مع صعود وإحياء حركة التندراكيون. وقد اجتذبت حركة التندراكيين العديد من الأتباع خلال هذه الفترة، وقد كانت طائفة مسيحية مناهضة للإقطاعية وهرطقة تم سحقها من قبل العرب بدعم من الكنيسة الأرمنية في القرن التاسع. أدرك آشوط الثالث الخطر الذي يشكله التندراكيين على المملكة، وكان ذلك من أسباب إخضاعه للكنيسة لسلطته، ومنحها الأراضي، ورعاية بناء أديرة وكنائس جديدة.

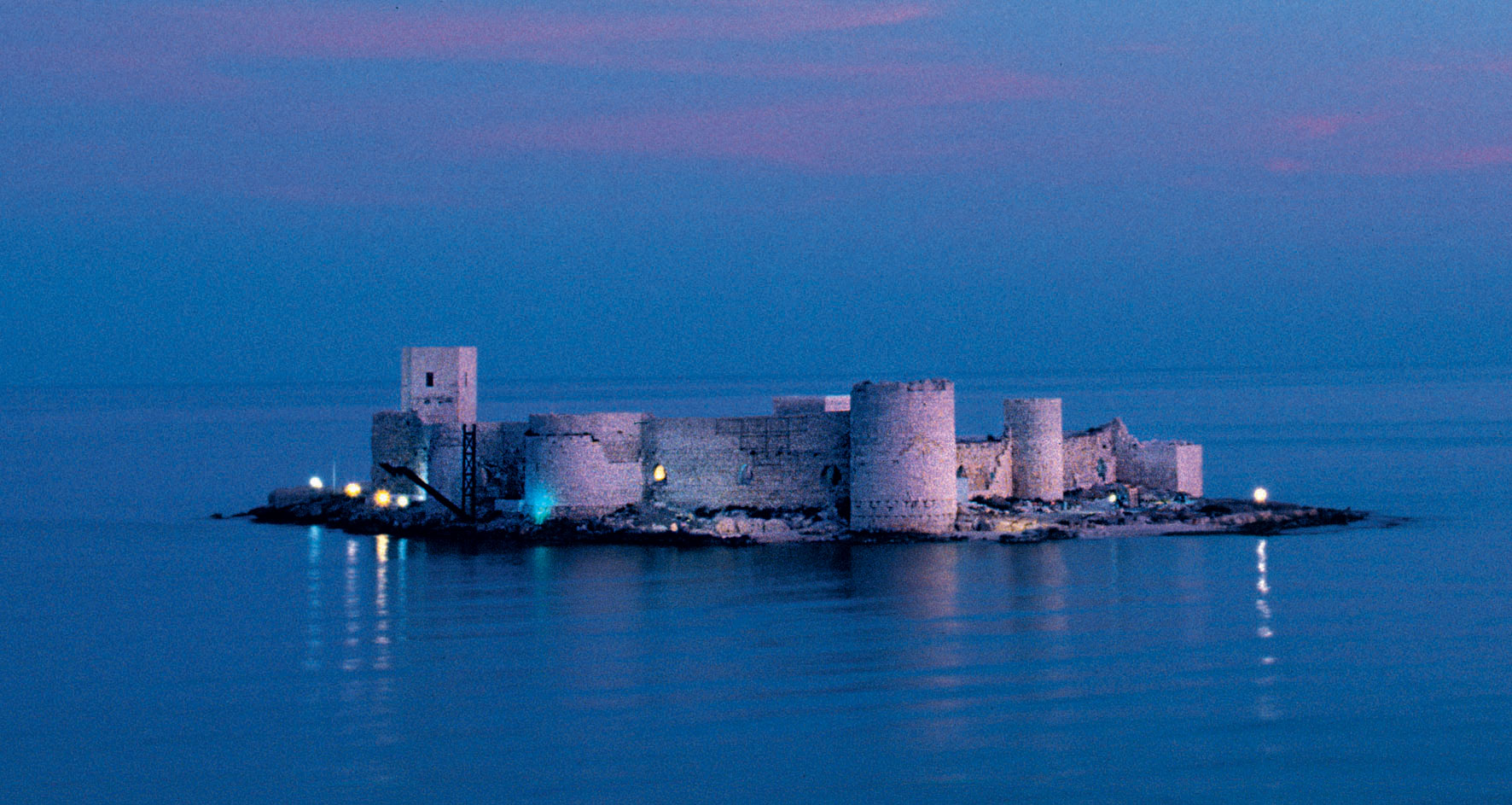
قلعة العذراء من مآثر مملكة أرمينيا الصغرى المعماريًّة.

في عام 1045، غزت الإمبراطورية البيزنطية أرمينيا. وبعدها بفترة قصيرة تلتها الدويلات الأخرى تحت السيطرة البيزنطية. لم يدم الحكم البيزنطي طويلاً، حيث انتصر السلاجقة في عام 1071 على البيزنطيين وسيطروا على أرمينيا في معركة ملاذكرد وأقاموا الإمبراطورية السلجوقية. هربًا من الموت أو العبودية على يد أولئك الذين اغتالوا غاجيك الثاني ملك آني، فر أحد أقاربه وهو أرمني يدعى روبن مع بعض أهل القرى إلى المضائق الجبلية في جبال طوروس ومن ثم إلى طرسوس في قيليقية. وفر لهم الحاكم البيزنطي مأوى في قصره حيث تأسست في نهاية المطاف مملكة قيليقية الأرمنية. كانت قيليقية حليفاً قويًا للصليبيين الأوروبيين واعتبرت نفسها حصناً للمسيحية في الشرق. وحكمتها السلالة الروبينية، وانتقل الحكم بعدها لعائلة أخرى من نبلاء الأرمن وهي أسرة أوشين والتي حكمت باسم السلالة الهيثومية حتى عام 1342. يشهد أيضاً لأهمية قيليقية في التاريخ والدولة الأرمنية نقل مقر الكاثوليكوس للكنيسة الأرمنية الرسولية وهو الزعيم الروحي للشعب الأرمني إلى المنطقة.
وبعد مشاكل أولية مع الإمبراطورية البيزنطية تمكنت مملكة أرمينيا الصغرى من تثبيت نفسها مطورةً علاقاتها مع الغرب، حيث كان للثقافة الفرنجية التي جلبتها معها العوائل القادمة مع الصليبيين (كسلالة لوزينيان) تأثيراً كبيراً على تنمية المملكة، كما أنها كانت تتمتع بموقع استراتيجي هام على الطرق التجارية القادمة من الشرق باتجاه البندقية وجنوا. في عام 1198، أعلن الكاثوليكوس غريغور السادس أبرات، اتحادًا بين الكنيسة الأرمنية والكنيسة الرومانية الكاثوليكية؛ ومع ذلك لم يكن لهذا تأثير ملحوظ، لأن رجال الدين المحليين والسكان عارضوا بشدة مثل هذا الاتحاد. أرسلت الكنيسة اللاتينية العديد من المهمات التبشيريَّة إلى مملكة أرمينيا الصغرى للمساعدة في التقارب، لكن نتائجها كانت محدودة، وتم تكليف الرهبان الفرنسيسكان بهذا النشاط. وانتهى وجود أرمينيا الصغرى بغزوها من قبل المماليك عام 1375. وحكمت العائلة الأرمنيَّة زاکارد الأجزاء الشمالية للأراضي الأرمنية في القرن الثالث عشر، ويعود أصول الأسرة إلى أكراد متنصرين، وعملت الأسرة على تنشيط الحركة الفكرية من خلال تأسيس الأديرة الجديدة.

### الفترة الحديثة المبكرة

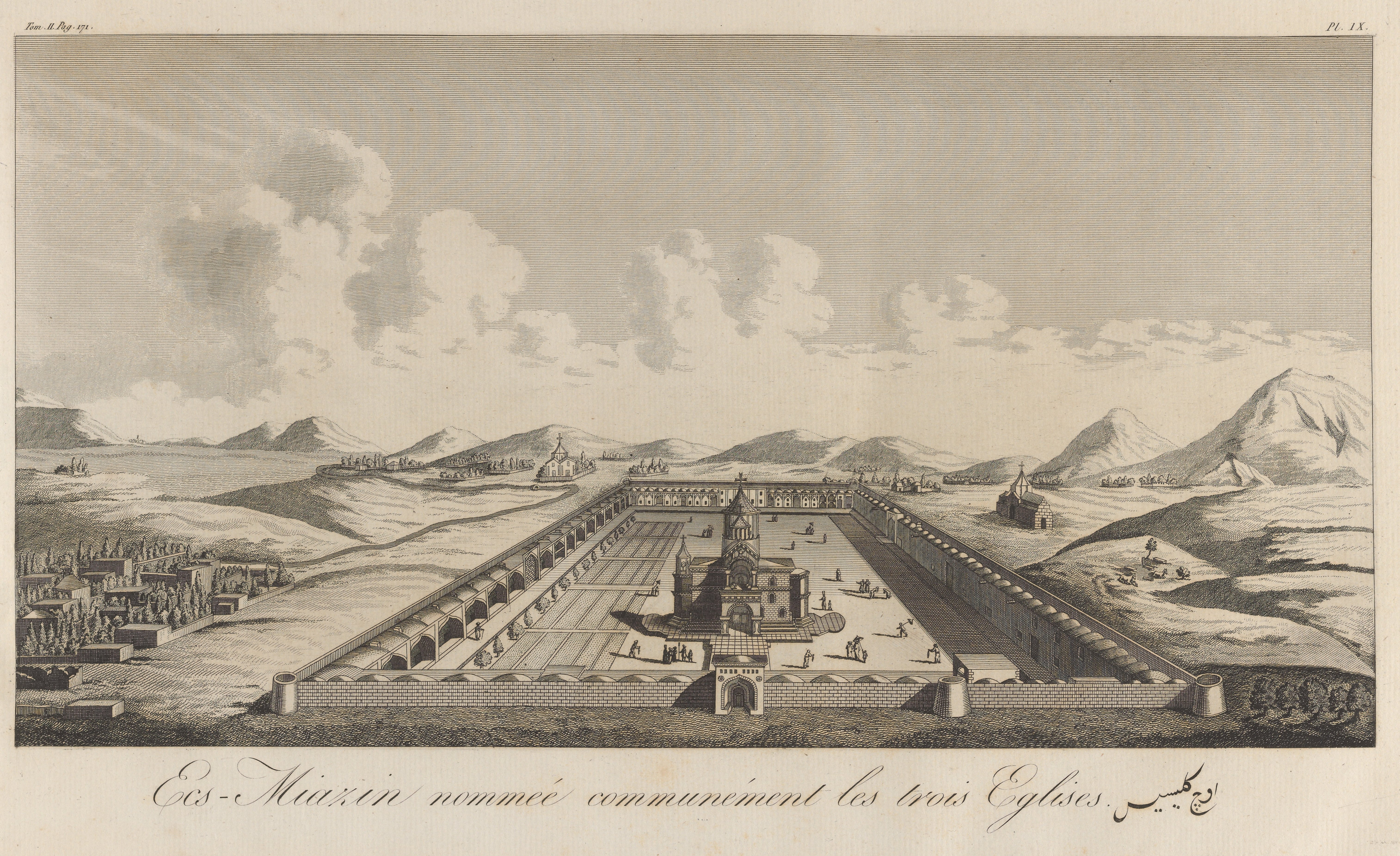
رسمة تصور مدينة فاغارشابات بريشة جان شاردان: تضم المدينة العديد من الأديرة والكنائس ذات القيمة التاريخية والثقافية والروحية للشعب الأرمني فضلًا عن المؤسسات التعليمية اللاهوتية ومدارس اللاهوت والفلسفة المسيحية.

خلال القرن السادس عشر اقتسمت الدولة العثمانية والدولة الصفوية أرمينيا فيما بينهما. بينما ضمت الإمبراطورية الروسية لاحقاً أرمينيا الشرقية (التي تتألف من خانات يريفان وقره باغ  في بلاد فارس الصفوية) بين عام 1813 وعام 1828. في عام 1606 أنشئ الحي الأرمني بواسطة مرسوم من الشاه عباس الأول، وهو شاه بارز من السلالة الصفوية. قدم إلى الحي أكثر من 150,000 من الأرمن إلى جولفا من ناخيتشيفان. وقد جاء الأرمن إلى بلاد فارس فارين من الاضطهادات في الدولة العثمانية؛ في حين وفقًا لإدعاءات أوروبية وأرمنية تقول أن السكان الأرمن تم نقلهم بالقوة في 1604 إلى أصفهان من قبل الشاه عباس الأول. على الرغم من اختلاف أسباب قدوم الأرمن إلا أنّ جميع الإدعاءات تتفق أن الأرمن من سكان جولفا ازدهرت على أيديهم التجارة خاصًة تجارة الحرير الخاصة بهم، وعمل الأرمن في أصفهان كتجار أغنياء، ولهم دور بارز في تطوير الصناعات الفنية الدقيقة الخاصة بالمجوهرات والآلات الدقيقة، ويساهمون اليوم في الصناعات البترولية. في أواخر القرن السابع عشر، سيطر الأرمن تقريبًا على كل التجارة الفارسيَّة. وأنشأ الأرمن شبكات تجارية واسعة في مدن مثل بورصة، وحلب، والبندقية، وليفورنو، ومرسيليا، وأمستردام. وهكذا أصبح الأرمن المسيحيين النخبة التجاريَّة في المجتمع الصفوي الفارسي من خلال وجود رأس مال كبير أتاح للمسيحيين حرية دينية كبيرة فضلًا عن ثراء وسطوة. وبخلاف الموْجات السابقة من المهاجرين، الذين كانوا يولون المسيحيّة أهميّة أكبر، فإن هؤلاء المهاجرين ونُخبَهم، وبخاصّة التجّار، أعطَوا الأولويّة للإثنيّة والوطنيّة. وبالتوازي مع هذه النخَب العلمانيّة، تأسَّست طائفة دينيّة كاثوليكية أرمنيّة في البندقية في إيطاليا في أواخر القرن السابع عشر. وتشاطرَت المجموعتان أمراً كان يشغلُهما، ألا وهو مسألة الدولة الأرمينيّة.
كانت أسرة شاهرمانیان الكاثوليكية أكثر الأسر نفوذاً وثراءاً بين العائلات التجارية الغنية الأرمنية منذ القرن السابع عشر، حيث وصل أفرادها إلى مناصب رفيعة المستوى في الدولة الصفوية، بما في ذلك في نظمها العسكرية والدينية والبيروقراطية. وإمتلكت عائلة شاهرمانیان شبكة تجارية كان مقرها في حي جلفا وإمتدت من إيطاليا (معظمها في مدينة البندقية) في الغرب إلى بورما في الشرق، في وقت لاحق حصلت الأسرة امتيازات تجارية في مختلف دول المدن الإيطالية والإمبراطورية النمساوية المجرية، واشتهروا بشكل خاص في جمهورية البندقية، حيث إندمجوا جيدًا في طبقتها الحاكمة. ومع ذلك، حتى تراجعها في أواخر سبعينيات القرن التاسع عشر والخمول النهائي في القرن التاسع عشر، ظلّت الأسرة ملزمة بقاعدتها الأصلية في بلاد فارس. وعلى الرغم من نجاحهم وموقعهم البارز في المجتمع الأرمني الفارسي، كان لإسرة شاهرمانیان دور بخلق صدع في المجتمع الأرمني في إيران، حيث خلق انتمائهم للمذهب الكاثوليكي شعورًا قويًا بالعداء بين الأغلبية الأرمينية الغريغورية والأقلية الأرمنية الكاثوليكية.

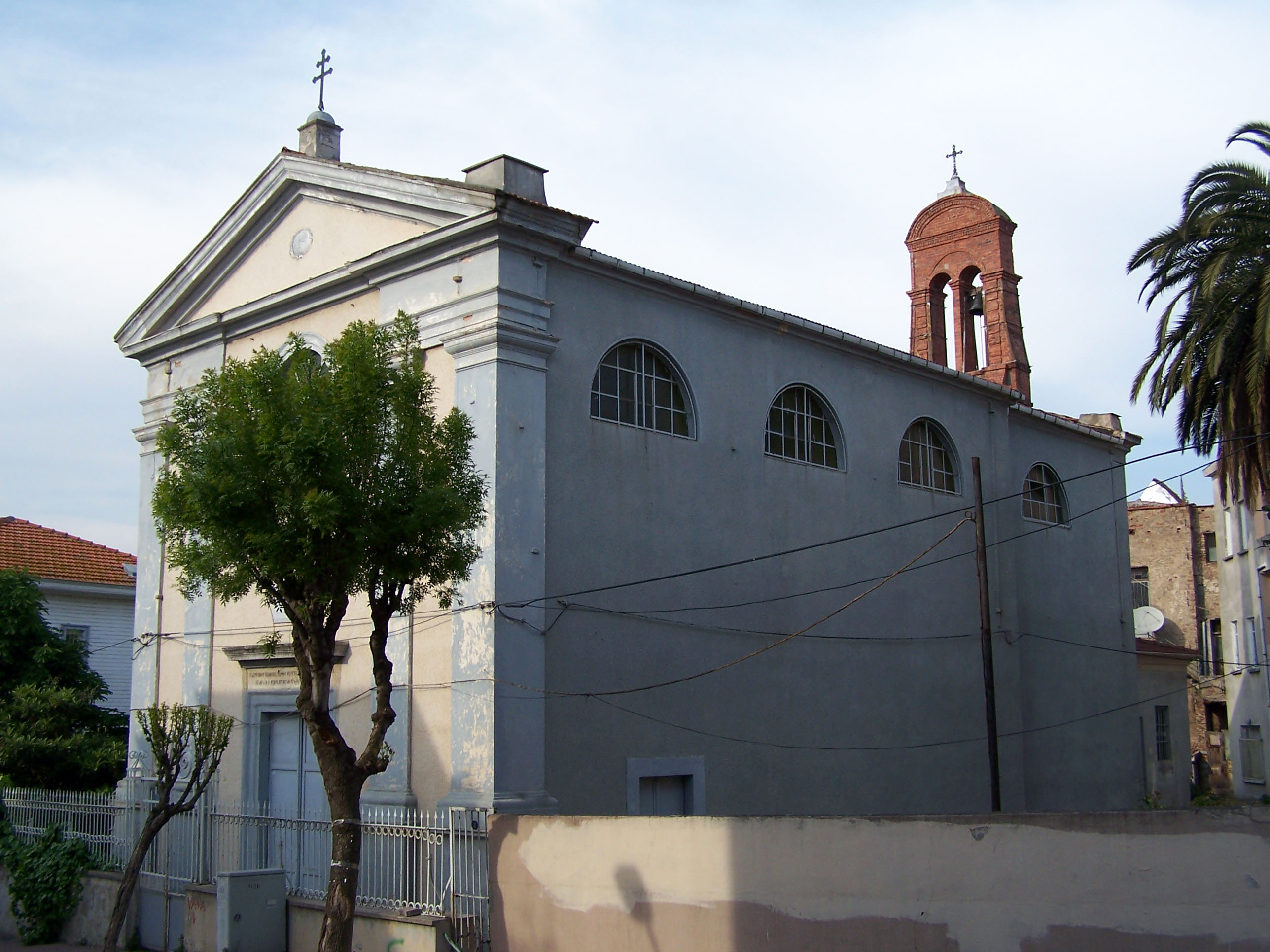
كنيسة أرمنية كاثوليكية في بيوك اضه؛ تأسست الكنيسة الأرمنية الكاثوليكية في عام 1742.

خضع الجزء الغربي من أرمينيا التاريخية، والمعروفة باسم أرمينيا الغربية، للسيطرة العثمانية مع معاهدة أماسيا في عام 1555 والتي أدت إلى تقسيمها بشكل دائم عن أرمينيا الشرقية بمقتضى معاهدة قصر شيرين في عام 1639. بعد ذلك، تمت الإشارة إلى المنطقة باسم أرمينيا «التركية» أو «العثمانية». وتم تجميع الغالبية العظمى من الأرمن معاً في مجتمع شبه مستقل، وهي الملَّة الأرمنية، والتي كان يقودها أحد الزعماء الروحيين للكنيسة الرسولية الأرمينية، بطريرك القسطنطينية الأرمني. وكان الأرمن يتركزون بشكل رئيسي في المقاطعات الشرقية من الدولة العثمانية، على الرغم من وجود مجتمعات كبيرة أيضاً في المقاطعات الغربية، وكذلك في العاصمة القسطنطينية.
كان المجتمع الأرمني يتكون من ثلاثة طوائف دينية وهي الأرمن الكاثوليك، والأرمن البروتستانت، والرسوليين الأرمن، وهي الكنيسة التي يتبعها الأغلبية الساحقة من الأرمن. في ظل نظام الملة، سُمح للجماعة الأرمنية بحكم نفسها تحت نظام الحكم الديني الخاص بها مع تدخل قليل نسبياً من الحكومة العثمانية. عاش معظم الأرمن - ما يقرب من 70% - في ظروف فقيرة وخطيرة في الريف، بإستثناء طبقة غنية من الأرمن والتي اتخذت من القسطنطينية مقراً لها، وضمت النخبة الأرمنية نخبة اجتماعية كان من بين أعضاءها آل دوزيان (مدراء وزارة المالية)، وآل باليان (كبار المهندسين المعماريين) وآل داديان (المشرفين على مطاحن البارود والمصانع الصناعية). خلال القرن التاسع عشر تحسنت أوضاع الملّة الأرمنيّة الأرثوذكسيّة لتُصبح أكثر طوائف الدولة العثمانية تنظيمًا وثراءً وتعليمًا، وعاشت النخبة من الأرمن في عاصمة الدولة العثمانية حيث تميزوا بالغناء الفاحش وعلى وجه الخصوص العائلات الكبيرة المعروفة آنذاك كعائلة دوزيان وباليان ودادايان حيث كان لهم نفوذ اقتصادي كبير في الدولة. تتشابه أرقام التعداد العثماني مع الإحصائيات التي جمعتها البطريركية الأرمينية، ولكن حسب تقديرات الأخيرة، كان هناك حوالي ثلاثة ملايين أرمني يعيشون في الدولة العثمانية في عام 1878 (400,000 في القسطنطينية والبلقان، وحوالي 600,000 في آسيا الصغرى وكيليكيا، وحوالي 670,000 في أرمينيا الصغرى والمنطقة القريبة من قيصرية، وحوالي 1,300,000 في غرب أرمينيا).

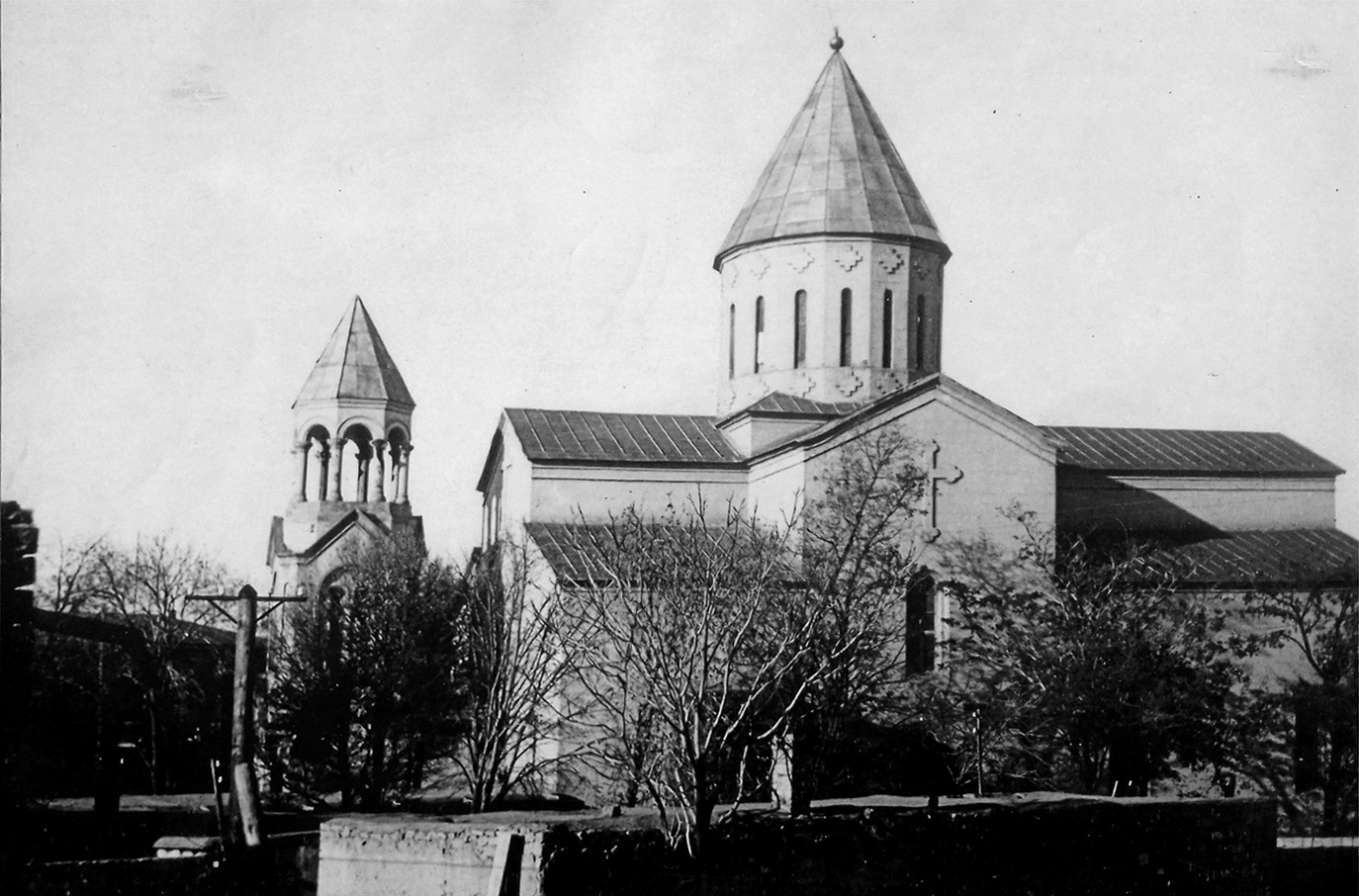
كنيسة القديس غريغوري في يريفان: بُنيت عام 1900.

في الأقاليم الشرقية، تعرض الأرمن لنزوات جيرانهم من الأتراك والأكراد، والذين كانوا يفرطون في فرض الضرائب عليهم، ويخضعونهم للقصف والخطف، ويجبروهم على التحول إلى الإسلام، ويستغلون عدم تدخل من السلطات المركزية أو المحلية. في الدولة العثمانية، ووفقا لنظام الذمي والذي كان ينفّذ في البلدان الإسلامية، أعطوا الأرمن، مثلهم مثل غيرهم من المسيحيين واليهود، بعض الحريات. وكان النظام الذمي في الدولة العثمانية يعتمد بشكل كبير على العهدة العمرية. حيث كان هناك حرية وحقوق محدودة لغير المسلمين في الممتلكات، والمعيشة، وحرية العبادة، لكنهم كانوا في جوهر الأمر يُعاملون كمواطنين من الدرجة الثانية في الدولة ويُشار إليهم في التركية باسم (بالتركيَّة: gavours)، وهي كلمة تحقيرية تعني «كافر». كما تضمنت العهدة العمرية فقرة والتي منعت غير المسلمين من بناء أماكن جديدة للعبادة والتي كانت تُفرض تاريخياً على بعض طوائف الدولة العثمانية وتم تجاهلها في حالات أخرى، حسب تقدير السلطات المحلية. على الرغم من عدم وجود قوانين نصت على الغيتوهات الدينية، إلا أن هذا أدى إلى تجمع المجتمعات غير المسلمة حول دور العبادة الموجودة. بالإضافة إلى القيود القانونية الأخرى، لم يُعتبر المسيحيون مساوين للمسلمين وتم وضع العديد من المحظورات عليهم. الشهادة ضد المسلمين من قبل المسيحيين واليهود كانت غير مقبولة في المحاكم حيث يمكن معاقبة المسلم. وهذا يعني أن شهادتهم لا يمكن النظر فيها إلا في الحالات التجارية. وكانوا ممنوعين من حمل السلاح أو ركوب الخيول والجمال. بيوتهم لا يمكن أن ترتفع عن بيوت المسلمين. وتم تقييد ممارساتهم الدينية بشدة، على سبيل المثال، كان رنين أجراس الكنائس محظورًا تمامًا.
تحت الحكم العثماني، منح الأرمن حكمًا ذاتيًا واسعًا في مناطقهم وعاشوا في انسجام نسبي مع المجموعات الأخرى في الإمبراطورية (بما في ذلك الأتراك الحاكمين). رغم ذلك عانى الأرمن من التمييز لكونهم مسيحيين في ظل نظام اجتماعي إسلامي. عندما ضغطوا بالتمرد من أجل المزيد من الحقوق في إطار الإمبراطورية العثمانية، واجهتهم السلطات العثمانية بالمجازر الحميدية بين 1894 و1896 تحت حكم السلطان عبد الحميد الثاني. وتعد المجازر الحميدية سلسلة من المجازر التي نفذها السلطان العثماني عبد الحميد الثاني بحق المسيحيين القاطنين شرق الأناضول من الأرمن والاشوريين بين عام 1894 وعام 1896، وراح ضحيتها ما بين 80,000 إلى 300,000. كما خلفت المجازر مع يقرب من 50,000 يتيم.

### الحرب العالمية الأولى

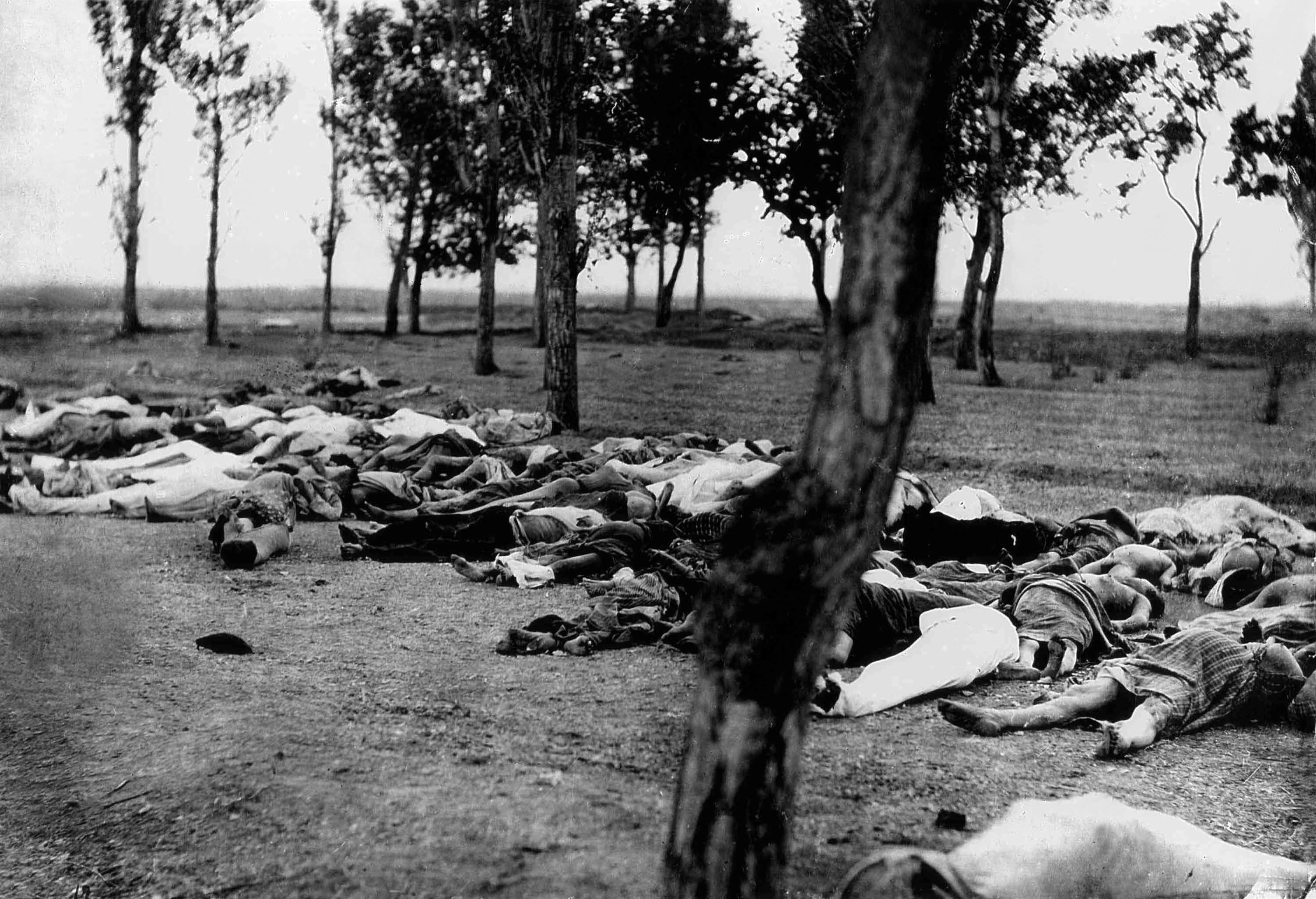
صورة تعود لأوائل القرن العشرين خلال الإبادة الجماعية للأرمن تظهر مجموعة من القتلى الأرمن.

تاريخ الإبادة الإبادة الجماعية للأرمن يبدأ تقليدياً في 24 أبريل من عام 1915، وهو اليوم الذي اعتقلت فيه السلطات العثمانية وقامت بترحيل بين 235 إلى 270 من المثقفين وقادة المجتمع الأرمن من القسطنطينية (إسطنبول الآن) إلى منطقة أنقرة، وقتل معظمهم في نهاية المطاف. ومع صدور قانون التهجير في 29 مايو من عام 1915، في نهاية المطاف لقيت نسبة كبيرة من الأرمن والآشوريين والسريان واليونانيين والذين كانوا يعيشون في الأناضول حتفها بعدما بدأ بعض الأرمن تمرد مسلح ضد الحكومة العثمانية مما تسبب بعدد قتلى كبير من المواطنيين والأرمن العثمانيين، حيث كانت هناك مقاومة أرمنية في المنطقة للأنشطة العثمانية. ونُفذت الإبادة الجماعية أثناء الحرب العالمية الأولى وبعدها ونُفذت على مرحلتين - القتل الجماعي للذكور ذوي القدرة الجسديَّة من خلال المجزرة وتعريض المجندين بالجيش إلى السُخرة، ويليها ترحيل النساء والأطفال والمسنين والعجزة في مسيرات الموت المؤدية إلى الصحراء السورية. وبعد أن تم ترحيلهم من قبل مرافقين عسكريين، تم حرمان المرُحليّن من الطعام والماء وتعرضوا للسرقة الدورية والاغتصاب الجنسي والمجازر. اليوم أغلبية مجتمعات الشتات الارمني هي نتيجة الإبادة الجماعية.
تعتبر أحداث عام 1915 حتى عام 1917 من قبل الأرمن والغالبية الساحقة من المؤرخين الغربيين والباحثين مذابح رعتها الحكومة العثمانيَّة (جمعية الاتحاد والترقي)، ومن المعترف به على نطاق واسع ان مذابح الارمن تعتبر من جرائم الإبادة الجماعية الأولى في التاريخ الحديث،:177 ويشير الباحثون بذلك إلى الطريقة المنهجية المنظمة التي نفذت من عمليات قتل هدفها القضاء على الأرمن، وتعتبر مذبحة الأرمن ثاني أكبر قضية عن المذابح بعد الهولوكست. وكلمة الإبادة الجماعية قد صيغت من أجل وصف هذه الأحداث. فيما تنفي تركيا ذلك وتطالب باعتراف الأرمن أنهم من شرع في القتل الممنهج. ويقدّر الباحثون أعداد الضحايا الأرمن بين مليون و 1.5 مليون شخص. خلال هذه الفترة قامت الحكومة العثمانية بمهاجمة وقتل مجموعات عرقية مسيحية أخرى منها السريان والكلدان والآشوريين واليونانيين البنطيين وغيرهم، ويرى العديد من الباحثين أن هذه الأحداث، تعتبر جزء من نفس سياسية الإبادة التي انتهجتها الحكومة العثمانية ضد الطوائف المسيحية.
تسعى أرمينيا من أجل الاعتراف الرسمي بالأحداث بأنها إبادة جماعية لأكثر من 30 عامًا، تستذكر هذه الأحداث عادة سنويًا في 24 أبريل، يوم الشهيد الأرمني، أو يوم الإبادة الجماعية للأرمن. وتعتبر أغلبية المؤسسات الأكاديمية أن ما قامت به الدولة العثمانية بحق الأرمن يرتقي إلى الإبادة الجماعية ومن بين هذه المؤسسات الجمعية الدولية لعلماء الإبادة الجماعية، والتي أصدرت في 2007 ثلاثة اعترافات تشمل أيضًا المذابح بحق الآشوريين والمذابح بحق اليونانيين البنطيين والتي قامت بها الحكومة العثمانية على أنها إبادة جماعية.

### تحت الحكم السوفييتي

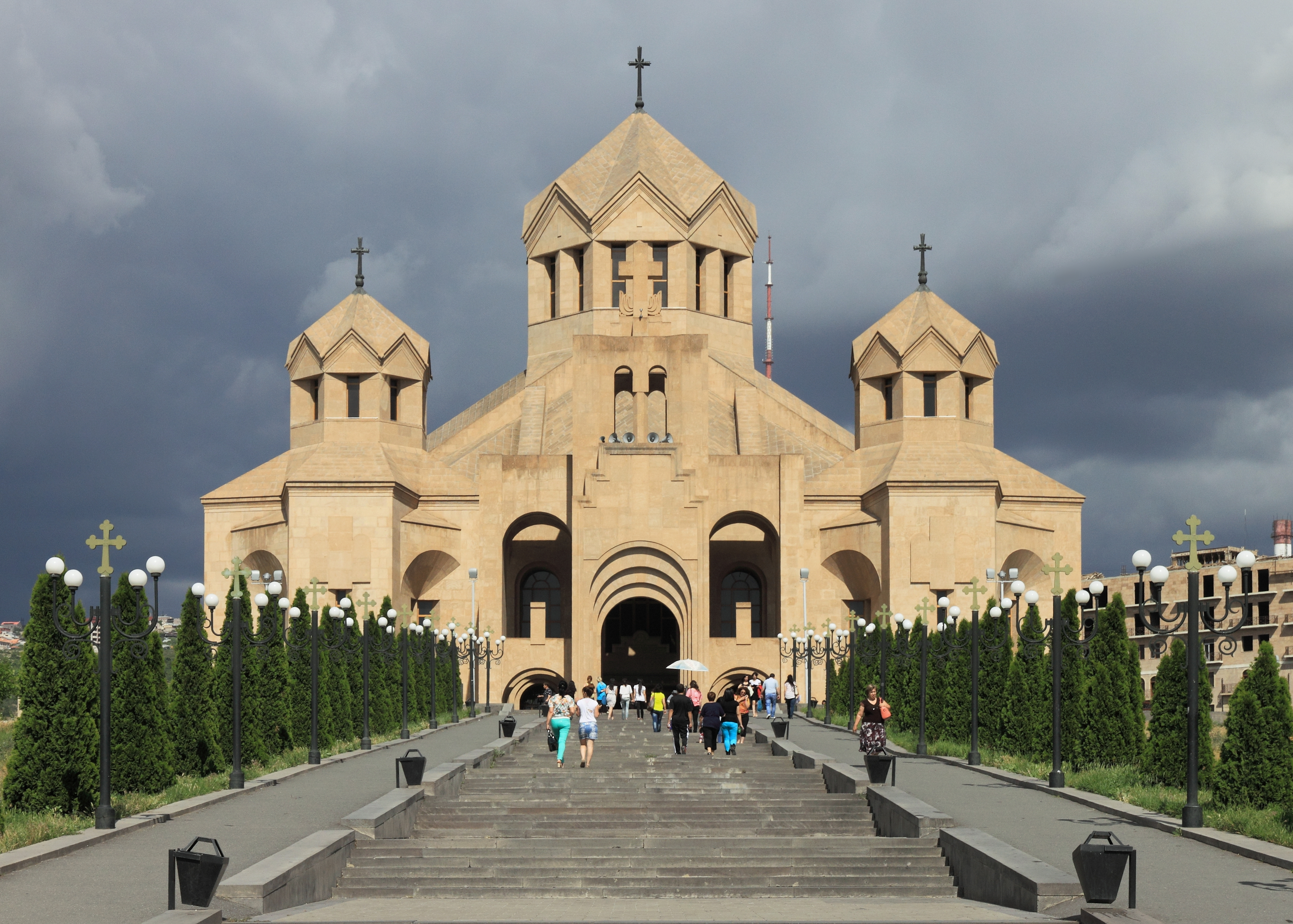
كاتدرائية القديس غريغوريوس في يريفان.

نجحت روسيا في السيطرة على أغلب أرمينيا العثمانية خلال الحرب العالمية الأولى، إلا أنها فقدتها نتيجة للثورة البلشفية عام 1917. اتفقت حينها جورجيا وأذربيجان وأرمينيا الشرقية على تشكيل جمهورية القوقاز الاتحادية الديمقراطية. استمر هذا الاتحاد بين فبراير إلى مايو من عام 1918، عندما قررت الأطراف الثلاثة حله. نتيجة لذلك، أصبحت أرمينيا الشرقية دولة مستقلة تحت اسم جمهورية أرمينيا الديمقراطية يوم 28 مايو عام 1919. عانت الكنيسة الأرمنيَّة الأرثوذكسيَّة ومختلف الطوائف المسيحية تحت الحكم السوفييتي إذ كانت الكنيسة محرومة من حقوقها القانونية وتعرضت لعملية قمع واضطهاد وخسرت الكثير من أتباعها نتيجة سيادة الفكر الإلحادي في الاتحاد السوفييتي وفي عام 1925 سجن رجال الدين المسيحيين بأمر السلطات، وهدمت الكنائس والأديرة وتحول البعض منها إلى متاحف.
خلال الحقبة السوفييتية إنقسم الكرسي الرسولي للكنيسة الأرمنية بين الكرسي الرسولي في إيتشمازين في أرمينيا، والتي لها تفوق بارز في جميع المسائل الروحية، والكرسي الرسولي في أنطلياس في لبنان، وكان انقسام الكاثوليكوس ناتج عن عمليات نقل متكررة لمقر الكنيسة بسبب الاضطرابات السياسية والعسكرية. واشتد الانقسام بين الاثنين خلال الفترة السوفياتية وعكس إلى حد ما سياسة الحرب الباردة، هيمن حزب الطاشناق على أرمينيا المستقلة من عام 1918 إلى عام 1920 وكان نشطاً في الشتات الأرمني، ورأى حزب الطاشناق بالكنيسة الأرمنيَّة ورجال دينها والتي كان مقرها في في إيتشمازين في جمهورية أرمينيا الاشتراكية السوفيتية، كدمية شيوعية أسيرة، واتهم الحزب رجال الدين الأرمن في الولايات المتحدة بأنهم تأثروا بشكل غير كبير من قبل الشيوعيين، لا سيَّما وأن رجال الدين كانوا يترددون في المشاركة في الأحداث القومية والنصب التذكارية التي يمكن أن يُنظر إليها على أنها معادية للسوفيات. في 24 ديسمبر من عام 1933، هاجمت مجموعة من القتلة رئيس أساقفة الأبرشية الشرقية ليفون توريان وهو يسير في ممر كنيسة الصليب المقدس الأرمنية في حي مرتفعات واشنطن بمدينة نيويورك خلال القداس الإلهي، وقتلوه بسكين. تم القبض على تسعة من أعضاء حزب الطاشناق في وقت لاحق وحوكموا وأدينوا. تسببت الحادثة في تقسيم المجتمع الأرمني، حيث أنشأ المتعاطفين مع حزب الطاشناق تجمعات مستقلة عن الكرسي الرسولي الأم في إيتشمازين، معلنين الولاء بدلاً من ذلك للكرسي المتمركز في أنطلياس في لبنان. ة تم إضفاء الطابع الرسمي على التقسيم في عام 1956 عندما قبلت أنطلياس تقديم التوجيه الروحي والديني لتلك المجتمعات التي رفضت سيادة الكرسي الرسولي الأم.
أصبح الفصل راسخًا في الولايات المتحدة، حيث يوجد لدى معظم المجتمعات الأرمينية الكبيرة كنيستان أبرشية، واحدة تتبع لكرسي إيتشمازين وأخرى لكرسي أنطلياس، على الرغم من أنه لا يمكن تمييزهما لاهوتياً. كان هناك العديد من جهود العلمانيين ورجال الدين الأرمن في لم الشمل، خاصًة منذ سقوط الاتحاد السوفيتي. في عام 1995، تم انتخاب كاركين الثاني الذي كان كاثوليكوس كرسي أنطلياس للفترة بين عام 1983 وعام 1994، في منصب كاثوليكوس كرسي إيتشمازين لعموم الأرمن بعد وفاة فازجن الأول، وشغل منصب الرئيس الأعلى للكنيسة الأرمنية حتى عام 1999. لكنه كان غير قادر على توحيد الكاثوليكوس، على الرغم من ترأسه للكرسيين على حد سواء.

### بعد الاستقلال

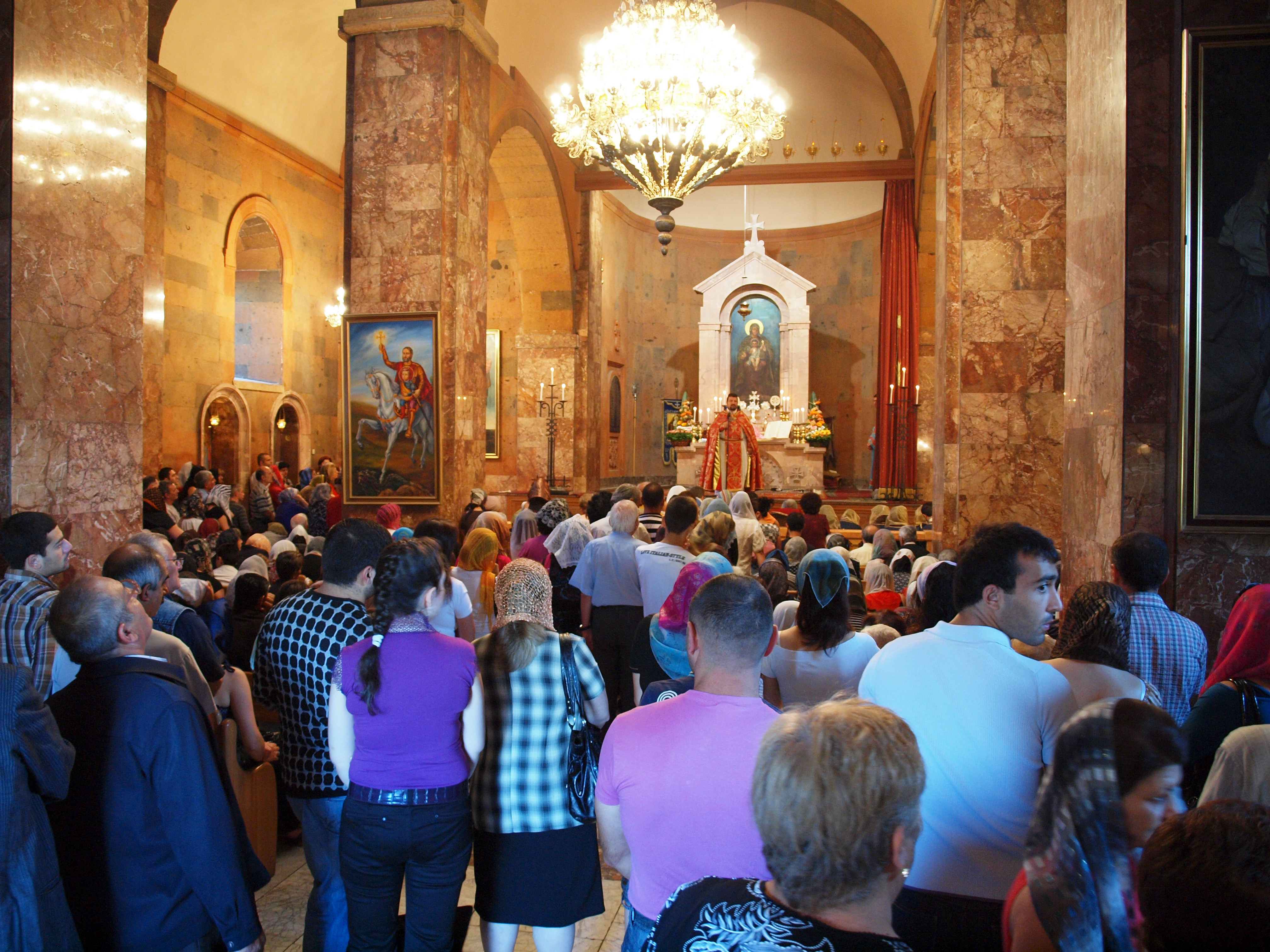
أرمن يؤدون الصلوات في كنيسة القديس سركيس في يريفان: شهدت البلاد نهضة روحية كبيرة عقب انهيار النظام الشيوعي عام 1991.

في عام 1991 انهار الاتحاد السوفياتي واستعادت أرمينيا استقلالها. ومع انهيار النظام الشيوعي استعادت الكنيسة الأرمنيَّة الأرثوذكسية الكثير من القوة والاستقلال التام عن الدولة منذ استقلال أرمينيا، وشهدت البلاد نهضة روحية كبيرة عقب انهيار النظام الشيوعي عام 1991 حيث عاد إليها الملايين من الأرمن يظهر ذلك في العودة للدين والتردد على الكنائس والصلوات وأضحت الكنيسة مؤسسة روحية نافذة في أرمينيا.
أدَّى النزاع حول إقليم قره‌ باغ بين أرمينيا وأذربيجان بدايةً من شهر يناير عام 1990م، أدَّى إلى قيام البرنامج المناهض للوجود الأرمني في أذربيجان، فتمَّ التعامل مع الأرمن بحزم وصرامة شديدة، وطُردوا إينما وجدوا، وكان من ضمنهم بطبيعة الحال جمهرة باكو، فرُحِّل جميع أبناء المدينة من الأرمن إلى أرمينيا. أعلنت منطقة ناغورني قرة باغ ذات الأغلبية الأرمنية في الجنوب الغربي من أذربيجان عن نفسها مستقلة من أذربيجان في عام 1991 لكن هذا الاستقلال لم يتم الاعتراف به دبلوماسياً من جانب أي دولة ولا تزال تعتبر جزءا من أذربيجان بحكم القانون تحتله القوات الأرمينية. على الرغم من مظاهر التدين المسيحي في جمهورية مرتفعات قرة باغ، حظرت السلطات العسكرية أي نشاط الطائفة المسيحية في المنطقة، وذلك بسبب التبشير السلمي للطوائف المسيحية بين السكان. وتضم المنطقة العديد من الأديرة الأرمنيّة التاريخية ولهذه الكنائس والأديرة أهمية ثقافية وتاريخية للأرمن. ونتيجة لحرب ناغورنو قرة باغ، تم التخلي عن المساجد في منطقة ناغورنو قرة باغ أو تدميرها، كما تم تدمير العديد من الكنائس الأرمينية في أذربيجان وأصبح العديد منها غير نشط.
تتواجد المجتمعات الأرمنية الأرثوذكسيَّة في جميع أنحاء العالم، توجد أكبر التجمعات الأرمنية خارج أرمينيا في روسيا وفرنسا وإيران والولايات المتحدة وجورجيا وسوريا ولبنان والأرجنتين وأستراليا وكندا واليونان وقبرص والعراق وإسرائيل وبولندا وأوكرانيا. كما لا يزال 70,000 من الأرمن يعيشون في تركيا (معظمهم في أو حول اسطنبول) ويتبعون سلطة بطريركية القسطنطينية للأرمن الأرثوذكس. وتعتبر الكنيسة الأرمنيَّة الأرثوذكسيَّة أكبر المذاهب المسيحية في تركيا وإيران. ويقيم أيضًا حوالي 1,000 أرمني في الحي الأرمني في البلدة القديمة في القدس وهم من تبقى من مجتمع أكبر ويتبعون سلطة بطريركية القدس للأرمن الأرثوذكس. يوجد في إيطاليا سان لاتزارو ديلي أرميني وهي جزيرة تقع في البحيرة الفينيشية بالقرب من مدينة البندقية، يشغلها تماماً دير يُديره الميخيتاريستيون وهم جماعة أرمنية كاثوليكية. وفقاً لمركز بيو للأبحاث تربى نحو 95% من سكان أرمينيا على المسيحية، بينما يعتبر 97% من السكان أنفسهم مسيحيين في عام 2017، أي بزيادة بنسبة 2% يعرفون عن أنفسهم كمسيحيين اليوم.

## الطوائف المسيحية

### الأرثوذكسية المشرقية

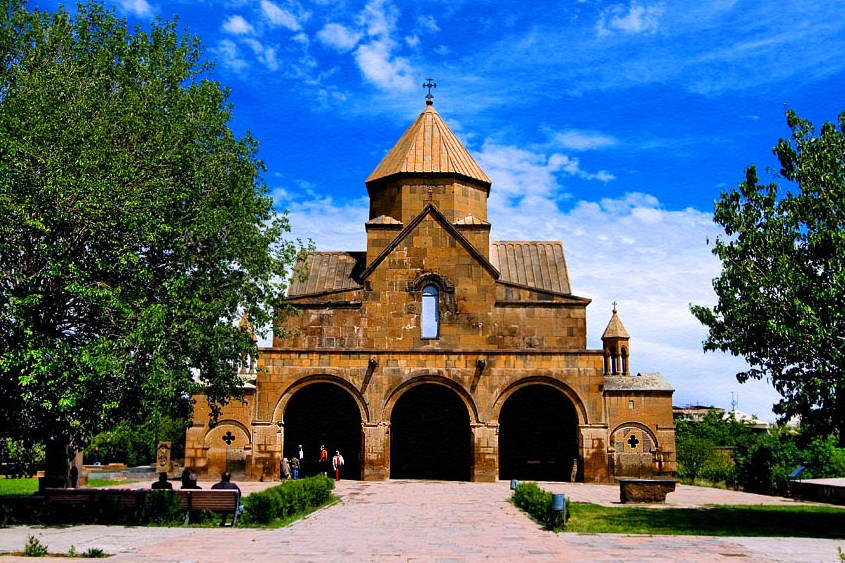
دير القديس غايان، ويعتبر الدير من مواقع التراث العالميّ.

الديانة السائدة في أرمينيا هي المسيحية، والكنيسة الوطنيَّة في البلاد هي الكنيسة الأرمنية الأرثوذكسية والتي ينتمي لها 92.7% من سكان البلاد، وتأسست وفق التقاليد الكنسيّة في القرن الأول على يد القديس تداوس والقديس برثلماوس وكلاهما من التلاميذ الاثني عشر، ولذلك تصف هذه الكنيسة نفسها «بالرسوليّة». من ناحية الطقوس، للكنيسة طقوسها الخاصة المنبثقة من الحضارة والمجتمع الأرمني، غير أنها تندرج في عائلة الطقوس والليتورجيات الشرقية أي تلك التي نشأت في القدس ومن ثمّ ازدهرت في الرها. ويعود نمط القداس الأرمني من كتابات القديس غريغوريوس المنور، مؤسس وشفيع الكنيسة الأرمينية. أمّا من ناحية العقائد، فإن الكنيسة الأرمنية هي من الكنائس اللا خلقيدونية أي أنها تندرج ضمن عائلة الكنائس الأرثوذكسية المشرقية وتتقاسم المعتقدات ذاتها مع الأقباط الأرثوذكس والسريان الأرثوذكس بشكل رئيسي. الكنيسة الأرمنية أيضًا، هي عضو في مجلس كنائس الشرق الأوسط والمجلس العالمي للكنائس، ومن خلال هذين المجلسين، تتعاون مع سائر الكنائس والطوائف المسيحية.
على الرغم أنَّ الكنيسة الرسولية الأرمنية ليست الدين الرسمي لأرمينيا، ولكن لديها اتفاق دستوري خاص مع الدولة، حيث يذكر الدستور أن جمهورية أرمينيا تعترف «بالمهمة الحصرية للكنيسة الرسوليَّة الأرمنيَّة ككنيسة وطنية، في الحياة الروحيَّة للشعب الأرمني، وفي تطوير ثقافتهم الوطنيَّة والحفاظ على هويتهم الوطنية». في الشتات الأرمني، تحافظ الكنيسة الأرمنية على الهوية والثقافة الأرمنية، وهناك أبرشيات رسولية أرمنية بارزة في مختلف البلدان في بلاد الشام وأوروبا وأمريكا الشمالية وأمريكا الجنوبية وجنوب آسيا؛ واحدة من أهمها هي الكنيسة الرسولية الأرمنية في إيران وبطريركية القسطنطينية للأرمن الأرثوذكس في تركيا وبطريركية القدس للأرمن الأرثوذكس. وفقاً لتعداد السكان عام 2011 كان الأرمن أكبر المجموعات العرقية التي تنتمي إلى الكنيسة الرسولية الأرمنية في أرمينيا، مع حوالي 2.7 مليون شخص. وبحسب التعداد السكاني تلاهم الروس مع حوالي 4,899 شخص، والأشخاص من خلفية يزيديَّة مع حوالي 3,597 شخص. ويعيش في البلاد حوالي 180 من الأكراد الأرثوذكس.

### البروتستانتية
وفقاً لتعداد السكان عام 2011 بلغ عدد السكان من أتباع المذهب الإنجيلي حوالي 29,280 شخص لتشكل ثاني أكبر الطوائف المسيحية في البلاد. هناك أيضًا أرمن بروتستانت، خصوصًا من المعمدانيين، واللوثريين المشيخيين غير أنهم عمومًا أقلية ضئيلة. تأسست الكنيسة الأرمنية الإنجيلية (بالأرمنيَّة: Հայաստանեայց Աւետարանական Եկեղեցի) بعد أن ازدادت الحركات الإصلاحية في الكنيسة الأرمنيَّة الأرثوذكسيَّة وزادت الانشقاقات عن الكنيسة الأم بعد قرار بطريرك البطريركية القسطنطينيَّة الأرمنيَّة ماتيوس تشوهاجيان بطرد العديد منهم من الكنيسة، بعد استمالة المبشّرين البروتستانت لهم، مما اضطر السلطان العثماني إلى إعلان الملة البروتستانتيَّة في السلطنة العثمانية. وتأسست الكنيسة في 1846 وانتشرت أولاً في الأقاليم العثمانية ومن بعدها ببلدان الإنتشار الأرمني.

### الكاثوليكية

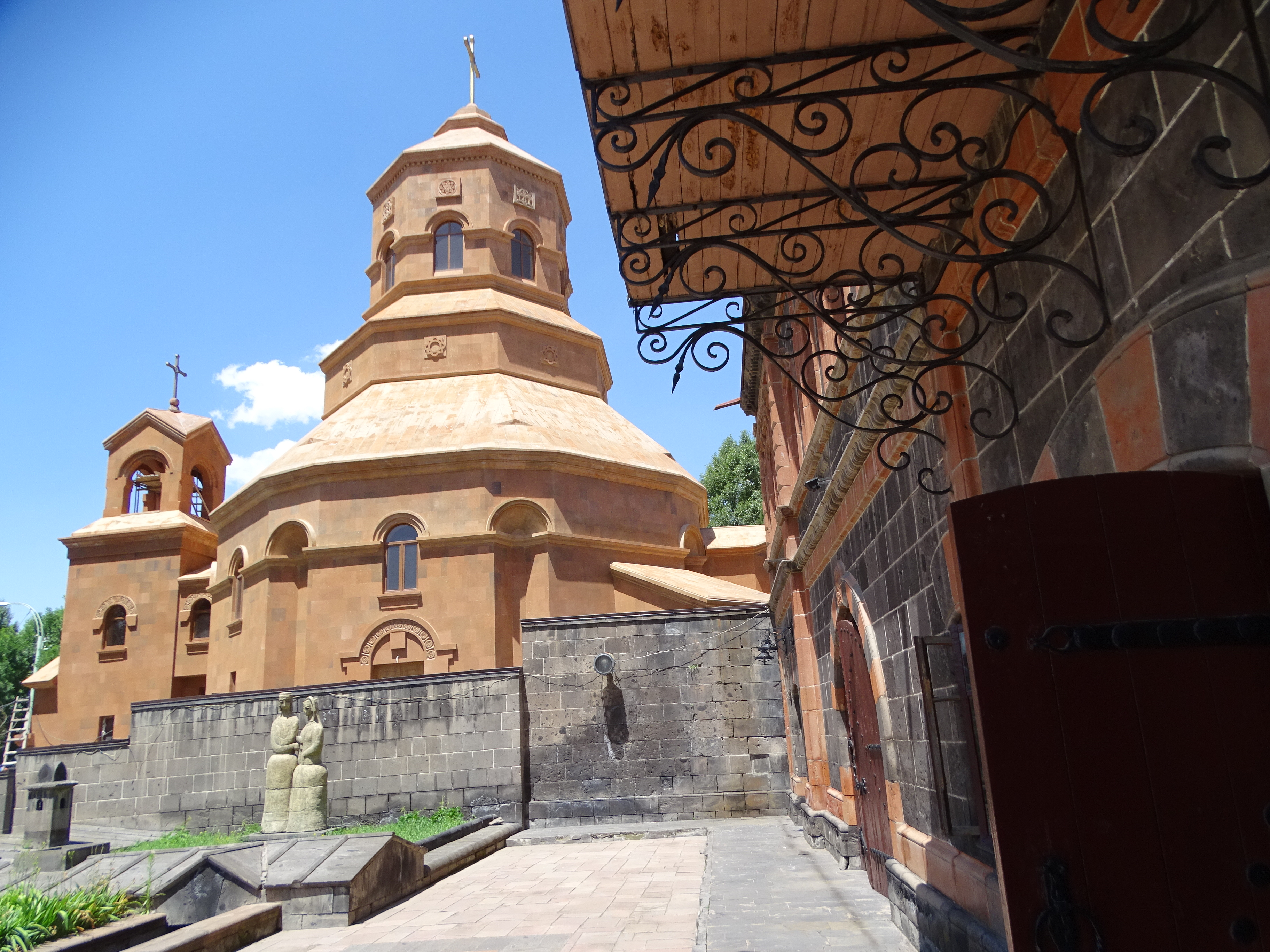
كنيسة الشهداء الأرمنية الكاثوليكية في غيومري.

بنتيجة حركات الإتصال مع الفاتيكان خلال القرون الأخيرة، نشأت طائفة الأرمن الكاثوليك عام 1712 على يد مخيتار سبسطية. غير أنها لم تستطع أن تنتشر انتشارًا ملحوظًا داخل أرمينيا، إذ تتمتع بتأثيرٍ قوي في الشتات الأرمني لا سيّما في سوريا ولبنان ومصر وتركيا وإيران وفرنسا والأرجنتين والأوروغواي والولايات المتحدة وكندا وأستراليا، ويقع مقر بطريركيتها في بزمار إحدى بلدات لبنان. ابتداءً من أواخر عقد 1920، تسبب الاضطهاد من قبل الحكومة السوفييتية إلى هجرة العديد من الكاثوليك الأرمن. في عام 1991، بعد تفكك الاتحاد السوفيتي، قام البابا يوحنا بولس الثاني بدمج المجتمعات الكاثوليكية الشرقية في جورجيا وروسيا مع المجتمعات الموجودة في أرمينيا، وخلق نظامًا جديدًا لأرمينيا وأوروبا الشرقية، ومقره في غيومري. لم يتم اختيار المدينة عن طريق الصدفة: حيث يعيش معظم الأرمن الكاثوليك في الأجزاء الشمالية من أرمينيا. ولقد أصبح هذا نوعًا من الأساس لإصلاح العلاقات مع أتباع الديانات على الجانب الآخر من الحدود.
وفقاً لتعداد السكان عام 2011 بلغ عدد الأرمن الكاثوليك حوالي 13,843 شخص. واليوم يعيش الأرمن الكاثوليك في جافاخيتي وفي آخالتسيخه وفي القرى المجاورة، وكذلك في منطقة آخالكالاكي. تقع المجتمعات في المنطقة الأخيرة، والتي تعتبر ريفية بشكل رئيسي، في مناطق نائية إلى حد ما، لكن الرابط الأكثر أهمية هو الذاكرة التاريخية للكاثوليكية. تأسست مدرسة دينية صغيرة في غيومري الأرمنية، في عام 1994؛ وهناك مرشحون للكهنوت يشاركون في الدراسات الأساسية قبل الانتقال إلى الكلية البابوية للأرمن (التي تأسست عام 1885) في روما، حيث يتابعون دراسة الفلسفة واللاهوت. خارج أرمينيا تضم كل من روسيا والولايات المتحدة وفرنسا والأرجنتين وسوريا ولبنان ومصر وتركيا والعراق وإيران على أكبر التجمعات لطائفة الأرمن الكاثوليك.

### الأرثوذكسية الشرقية

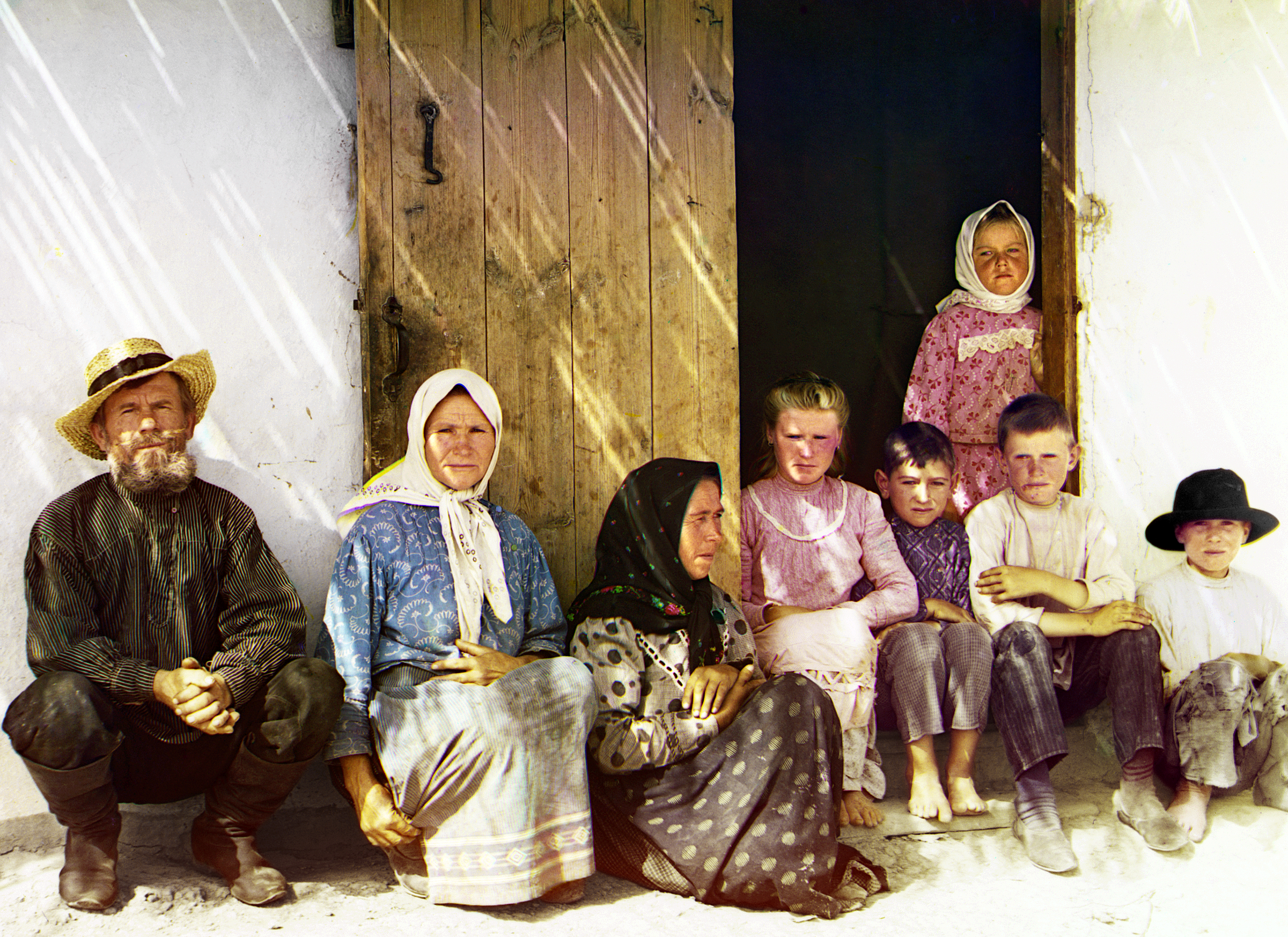
أسرة متعددة الأجيال من المولوكان الفلاحين من القوقاز.

وفقاً لتعداد السكان عام 2011 بلغ عدد أتباع الكنيسة الأرثوذكسية الشرقية حوالي 7,532 شخص ويتبع معظمهم الكنيسة الروسية الأرثوذكسية وهم من الأقلية الروسية في البلاد. ويضاف إليهم المولوكان وهم من أصول عرقية روسية وواحدة من الطوائف المسيحية الروحانية التي تطورت من المسيحية الشرقية في الأراضي السلافية الشرقية. حيث لم تتوافق تقاليدهم - وخاصة استهلاك الألبان أثناء الصيام المسيحي - لم تتوافق مع تقاليد الكنيسة الروسية الأرثوذكسية، وتعارض التسلسل الهرمي للكنيسة وتعتمد الدعوة المسيحية السلمية وهي نظرة لاهوتية وأخلاقية مسيحية على العنف الغير المتوافقة مع الإيمان المسيحي، ويدعون إلى دولة مسيحية سلمية وألتي تستمد أخلاقها من يسوع وألتي قالها في موعظة الجبل. وبلغ تعداد المولوكان في عام 2011 حوالي 2,872 شخص.
وقعت أول هجرة جماعية للروس إلى أرمينيا في أواخر القرن الثامن عشر عندما تم ترحيل المولوكان، وهي طائفة روسية أرثوذكسية إلى أماسية وسيفان، حيث كانت سياسة الحكومة القيصرية هي إرسال المولوكان بعيدًا عن وسط روسيا إلى القوقاز (1833)، وغيرها من المناطق النائية لمنع تأثيرهم على الفلاحين الآخرين؛ وتم إرسالهم إلى أرمينيا وأذربيجان (1834) وأوكرانيا (1830) وآسيا الوسطى وسيبيريا، حيث نجت العديد من المجتمعات حتى الوقت الحاضر. بعد الحرب الروسية التركية (1828-1829) هاجر العديد من الروس إلى أرمينيا الروسية، وقاموا بتأسيس الشركات والكنائس الروسية الأرثوذكسية، واستقروا في جميع أنحاء الجبال الشمالية الغربية من البلاد. خلال الفترة السوفيتية هاجر المزيد من الروس إلى جمهورية أرمينيا الاشتراكية السوفيتية وكانوا يعملون في الصناعة والعمل الكتابي. ازدادت الهجرة للروس من أرمينيا بعد عام 1990، أثناء انهيار الاتحاد السوفيتي، وعندما تدهورت الظروف الاقتصادية وأصبحت اللغة الأرمنية اللغة الرسمية للبلاد.

### كنيسة المشرق

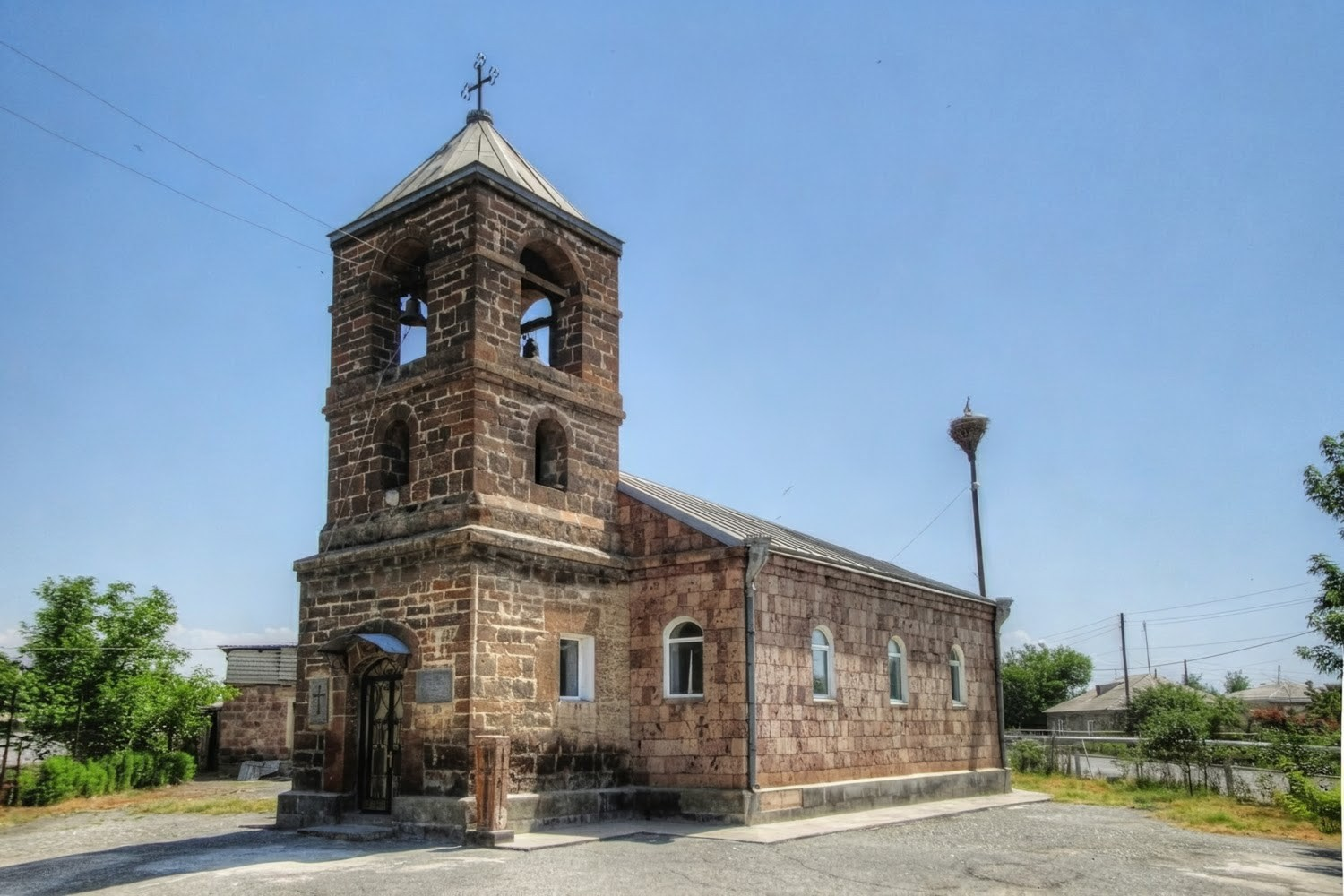
كنيسة القديس كيريل الآشورية في ديميتروف.

يُشكل الآشوريون في أرمينيا ثالث أقلية عرقية في البلاد، بعد اليزيديين والروس. وفقاً لتعداد عام 2011، هناك 2,769 من الآشوريين في أرمينيا، وأرمينيا هي موطن لبعض المجتمعات الآشورية المتبقية في القوقاز. قبل انهيار الاتحاد السوفيتي ضمت أرمينيا على حوالي 6,000 آشوري، ولكن بسبب اقتصاد أرمينيا المتعثر خلال التسعينيات من القرن العشرين، انخفض عدد السكان إلى النصف، حيث هاجر الكثيرون إلى روسيا. ويتبع معظم الآشوريون في أذربيجان المسيحية ديناً على مذهب كنيسة المشرق الآشورية وكنيسة المشرق القديمة إلى جانب مجتمع صغير ينتمي إلى الكنيسة الكلدانية الكاثوليكية. يشترك كل الأرمن والآشوريين في العديد من العناصر الثقافية والدينية والاجتماعية، إذ كان كل من الأرمن والآشوريين من الشعوب الأولى التي اعتنقت المسيحية في العالم. ويعتبر الأرمن والآشوريين من العرقيات الدينيَّة المسيحية.
تمكن الآشوريون من الاندماج مع المجتمع الأرمني والحفاظ على هويتهم العرقية، حيث توجد فصول تدرس باللغة الآرامية. يجيد معظم الآشوريين في البلاد اللغة الروسية والأرمنية كذلك. هناك مجتمعات آشورية كبيرة في منطقة فييرين دفين وديميتروف في أرارات مارز، وأرزني من كوتايك مارز.
اليوم معظم السكان الآشوريين في أرمينيا هم من نسل المستوطنين الذين قدموا إلى البلاد في أوائل القرن التاسع عشر من الدولة القاجارية في أعقاب الحرب الروسية الفارسية (1826-1828)، عندما فر آلاف اللاجئين من وطنهم في المناطق المحيطة بأرومية في بلاد فارس. في بداية القرن العشرين قدم الكثير من الآشوريين مما يعرف اليوم باسم جنوب شرق تركيا، وتحديداً منطقة هكاري، حيث كان من الشائع أن يعيش الآشوريين والأرمن في نفس القرى. عانى الآشوريين، مثل جيرانهم الأرمن، خلال الإبادة الجماعية التي ارتكبتها الحكومة العثمانية، والتي قتل فيها أكثر من 750,000 من الآشوريين. ونظرًا لأن العديد من الأرمن فروا من الأناضول إلى ما يُعرف اليوم بأرمينيا، فقد تبعها أيضًا موجات للعديد من الآشوريين، معتبرين أرمينيا بأنها «الملاذ المسيحي» الوحيد في المنطقة، على الرغم من فرار العديد منهم أيضًا إلى جورجيا المسيحيَّة. على مر التاريخ، تميل العلاقات بين الآشوريين والأغلبية الأرمنية إلى أن تكون ودية للغاية، حيث مارست كلتا المجموعتين المسيحية منذ العصور القديمة وعانت من الإضطهاد في عهد الحكام المسلمين، كما وتعرضت للإبادة الجماعية في الدولة العثمانية.

## الثقافة

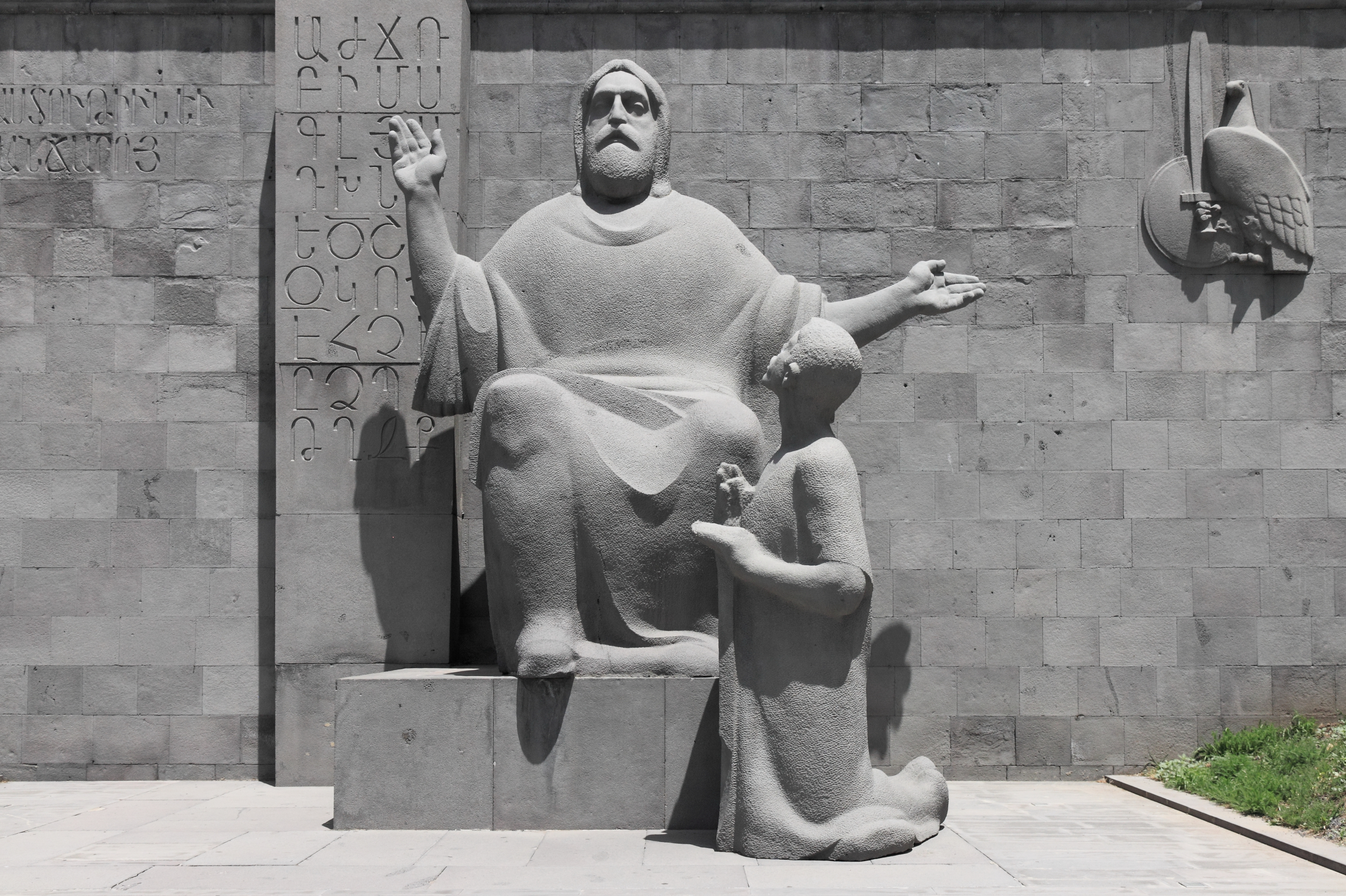
نصب ميسروب ماشدوتس في يريفان: يُعد القديس ميسروب موجد الأبجديَّة الأرمنيَّة.

تُمثل المسيحية في المرتفعات الأرمنية جزءًا رئيسيًا من فسيفساء الثقافة الدينية في البلاد، حيث كان للمسيحية تأثير طويل الأمد على ثقافة ومجتمع أرمينيا منذ أن أصبحت الدين الرسمي في عام 301، حيث تعدّ مملكة أرمينيا أول الممالك التي تحولت بالكامل إلى المسيحية، وتعتبر كل من السلالة البقرادونية وسلالة باغراتيوني الحاكمة أقدم العائلات المسيحية المالكة. وللمسيحيَّة تاريخٌ طويل وحافل في أرمينيا، وهي منتشرة بطقسها الأرمني، وخرج منها الكثير من الفلسفات والنصوص الليتورجية والأدباء والصوفيين وآباء الكنيسة والشهداء والقديسين فضلًا عن الملافنة، وتُعتبر الكنيسة الأرمنية الرسولية هي الكنيسة الوطنية للشعب الأرمني، وهي واحدة من أقدم المؤسسات المسيحية في العالم. وقامت الكنيسة الأرمنية الرسوليَّة بدور بارز في الحفاظ على الثقافة والهوية الأرمنية، على سبيل المثال يشتهر الرهبان الأرمن الكاثوليك بسلسلة من المنشورات العلمية من الإصدارات بالأرمنية لنصوص يونانية قديمة. هناك إلى جانب الكنائس الأرمنية، عدد قليل من أتباع الكنائس غير الأرمنية الطقس واللغة من أمثال الكنيسة الرومانية الكاثوليكية أو الكنائس البروتستانتية. ومن ناحية الطقوس، للكنيسة طقوسها الخاصة المنبثقة من الحضارة والمجتمع الأرمني، غير أنها تندرج في عائلة الطقوس والليتورجيات الشرقية أي تلك التي نشأت في القدس ومن ثمّ ازدهرت في الرها. وقامت الكنائس الأرمنيَّة بتشكيل الذاكرة العامة والحفاظ عليها، والتفاوض بين المجموعات اللغوية والدينية والسياسية والعرقية المتنوعة. وبحسب الدستور الأرمني «تعترف جمهورية أرمينيا بالرسالة الحصرية للكنيسة الأرمنية الرسولية المقدسة، ككنيسة وطنية، ودورها في الحياة الروحية للشعب الأرمني، وفي تطوير حياتهم الروحية، وفي الثقافة الوطنية والحفاظ على هوية الأرمن الوطنية».

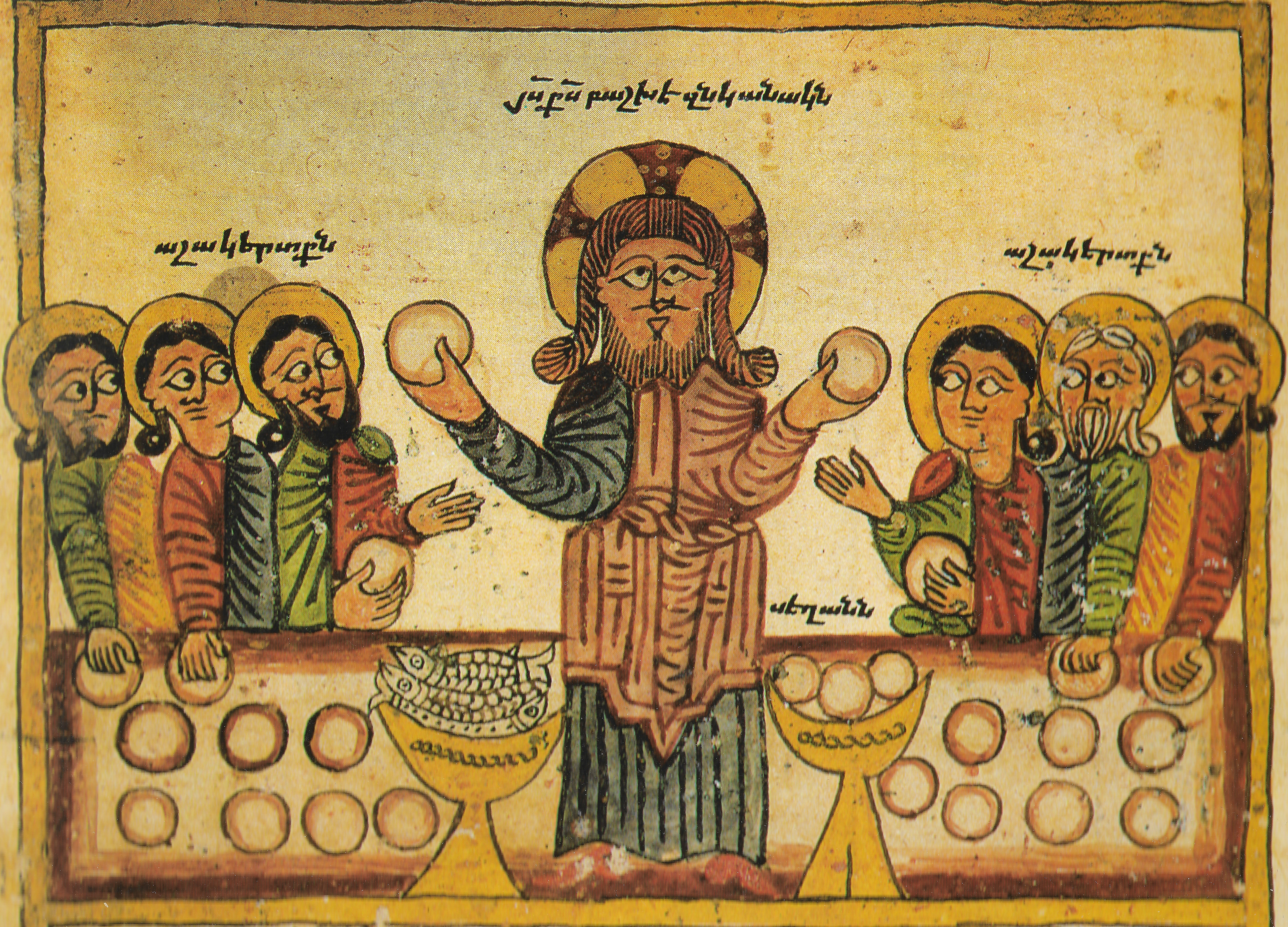
منمنمة أرمنية تصور إطعام الجياع وتعود إلى عام 1433.

يمتلك الأرمن أبجدية ولغة خاصتين. تم اختراع الأبجدية الأرمنية في عام 405 ميلادي من قبل القديس ميسروب مشدوتس وتتألف من ثمانية وثلاثين حرفًا، منها حرفان أضيفا خلال الفترة القيليقية. امتلك ميسروب ماشدوتس كل العناصر اللازمة ليؤلف أبجدية من 36 حرفًا زيد عليها حرفين إضافيين في نهاية القرن الثاني عشر، وهكذا أخذت الأبجدية الأرمنية الكلاسيكية شكلها النهائي، والتي كانت خطوة أساسية في تعزيز الهوية القومية الأرمنية. بدأ الأدب المسيحي الأرمني حوالي عام 406 مع اختراع ميسروب للأبجدية الأرمنية بهدف ترجمة كتابات الكتاب المقدس إلى اللغة الأرمنية، كان العصر الذهبي للأدب الأرميني إلى حد بعيد تعليقًا وتفسيرًا على التراث اللاهوتي والفقهي والأدبي المسيحي والعبري وتاريخ الكنيسة الرسولية الأرمنية.
أحد أقدم أنواع الموسيقى الأرمنية هي الأنشودة الأرمنية التي تعد النوع الأكثر شيوعاً من الموسيقى الدينية في أرمينيا. الكثير من هذه الأناشيد قديمة في الأصل، وتمتد إلى العصور القديمة للمسيحية، بينما البعض الآخر حديث نسبيًا، بما في ذلك العديد من تأليف القديس ميسروب ماشدوتس مخترع الأبجديَّة الأرمنيَّة والراهب كوميتاس والذي يُعتبر مؤسس الموسيقى الأرمنية الكلاسيكية وأبرز القائدين لعلم موسيقى الشعوب. ولعبت الأديرة الأرمنية مثل دير تاتيف وأديرة إتشميادزين دوراً هاماً كمؤسسات التعليمية اللاهوتية ومدارس اللاهوت والفلسفة المسيحية، وتحولت إلى أحد المراكز الفكرية المرموقة بفضل تشييد جامعة تخرج منها العديد من الرهبان ورجال الدين وكبار العلماء الأرمن.
سُمح وضعية المسيحية كدين رسمي لأرمينيا في عام 301 بتطورات جديدة في العمارة الأرمنية، والتي مع ذلك حافظت على التقاليد القديمة. علاوة على ذلك، تصف الكنائس الأرمينية المشهد العام للشرق المسيحي في وقت كانت فيه روايات شهود العيان نادرة للغاية. في رسائلها عن الأصالة والشرعية، شكلت الكنائس الذاكرة العامة وحافظت عليها، وتفاوضت بين مجموعات لغوية ودينية وسياسية وعرقية متنوعة. ويُعد حجر الخاتشكار والمعروف باسم حجر الصليب الأرمن (بالأرمنيَّة: խաչքար) من أبزر الأعمال الفنيَّة الأرمينيَّة المسيحيَّة. وتصور المنحوتة والشاهدة التذكارية شكل الصليب المسيحي، وكثير من الأحيان مع إضافة الزخارف مثل الزخارف النباتية وغيرها. يعتبر فن حجر خاتشكار من سمات الفن الأرمني المسيحي القرطوسي. أعلنت منظمة اليونيسكو منذ عام 2010 ضم حجر خاتشكار في قائمة التراث اللامادي الإنساني لرمزيتها وبراعة العمل.

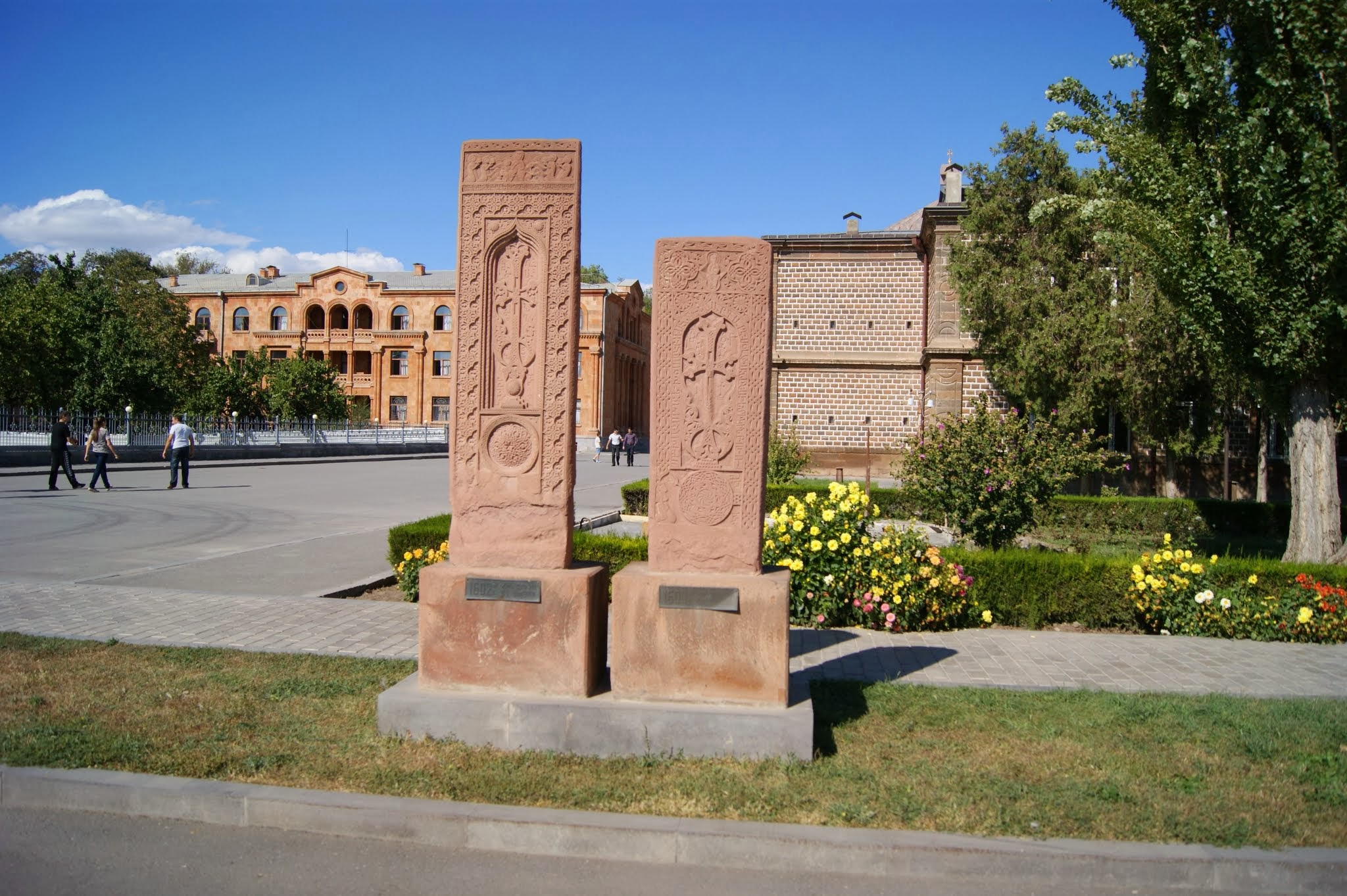
حجر الخاتشكار في فاغارشابات
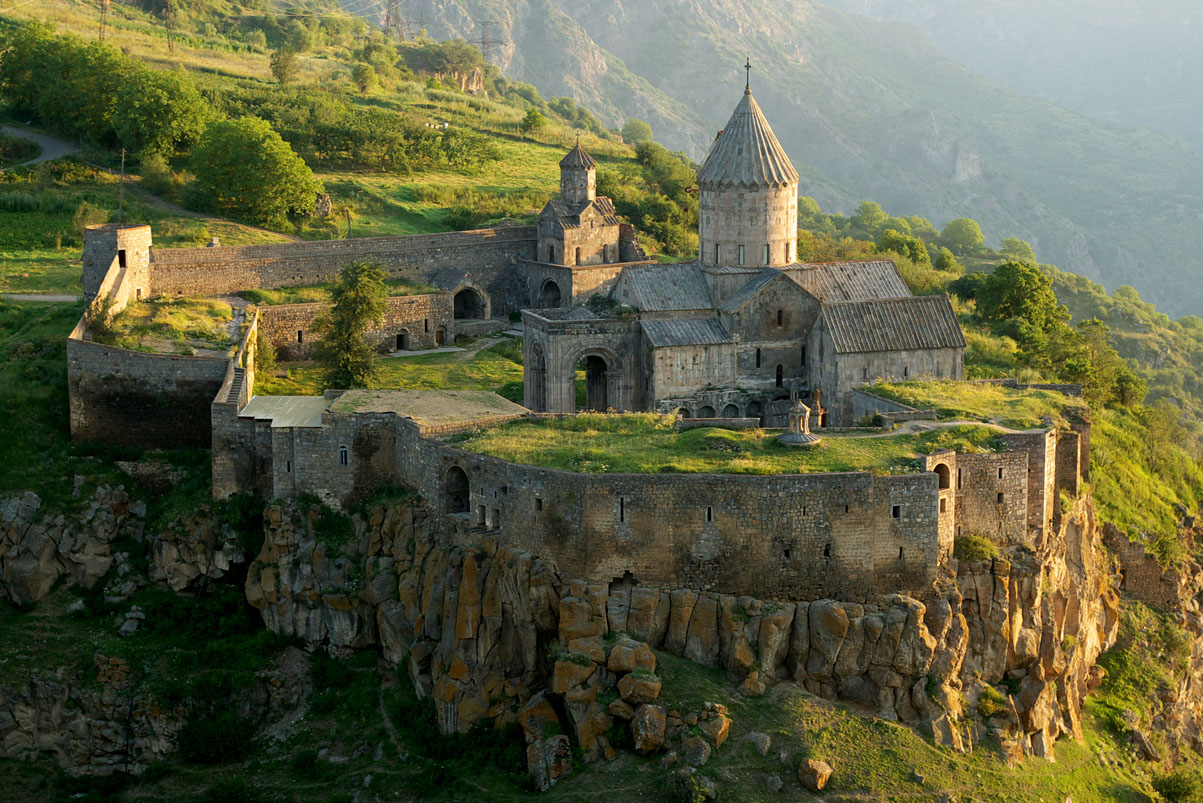
دير تاتيف أحد مراكز الفكر المرموقة في أرمينيا بالقرن الرابع عشر
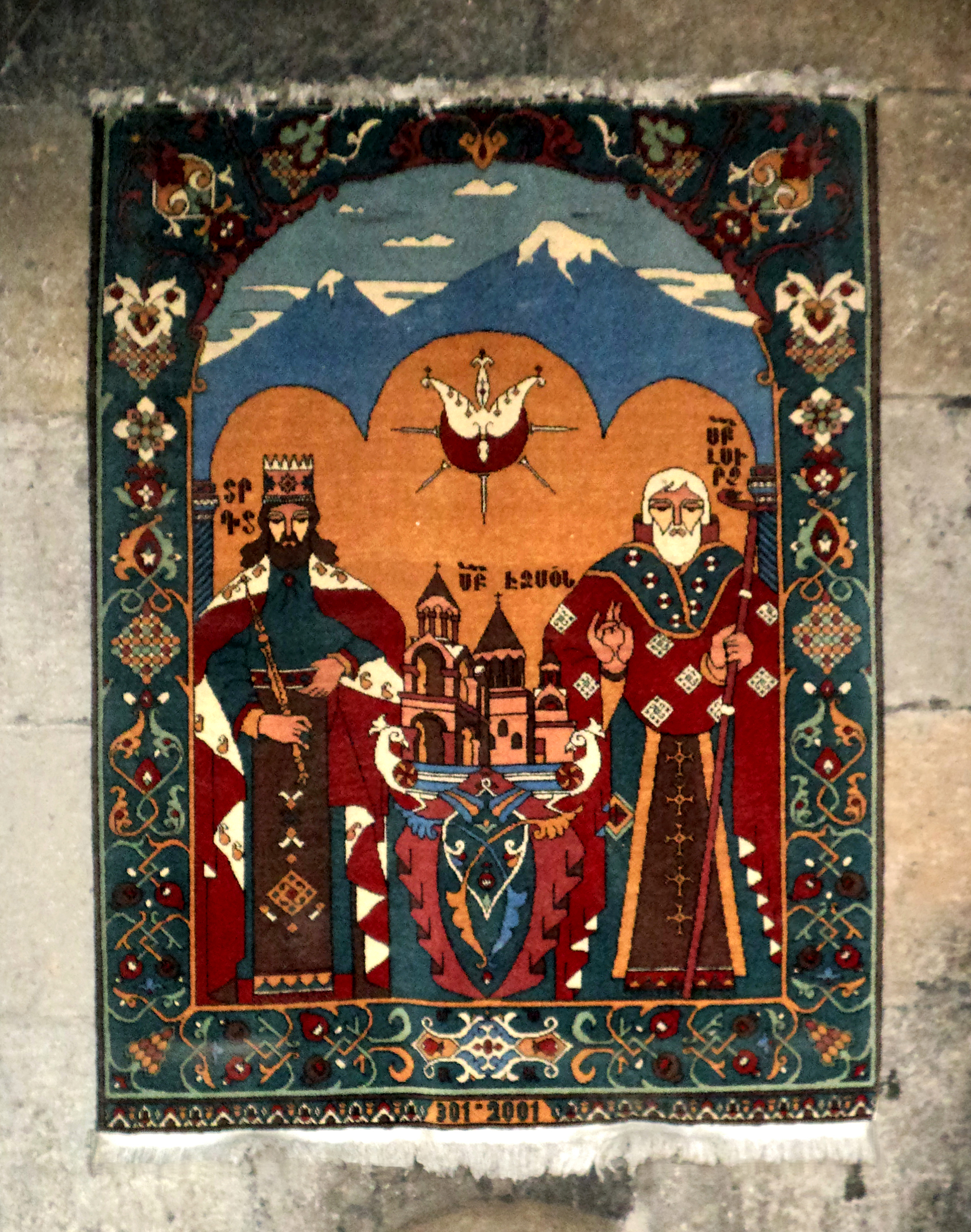
سجاد أرمني تصور مظاهر من التاريخ الأرمني المسيحي
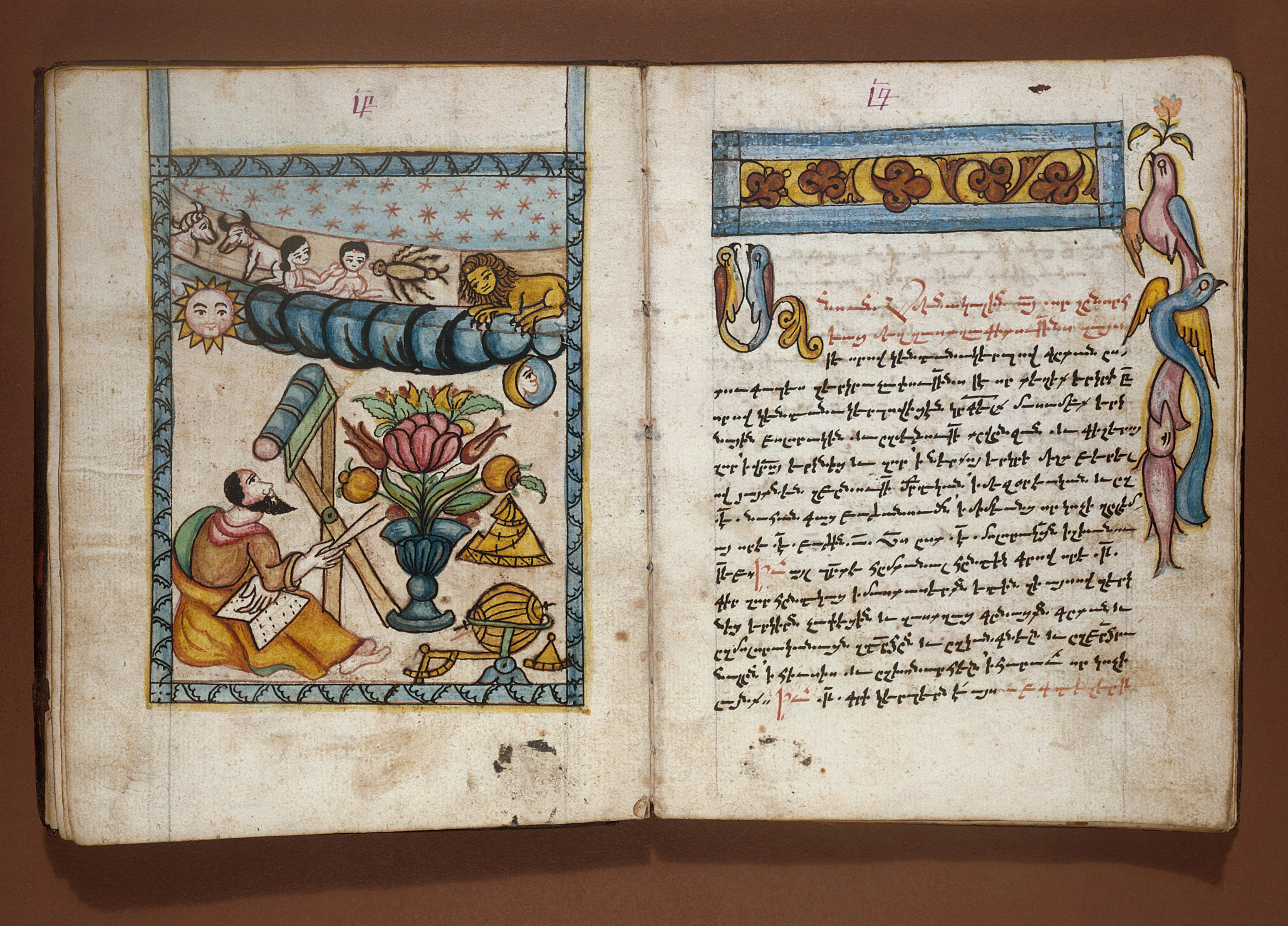
مخطوطة أرمنية للكتاب المقدس
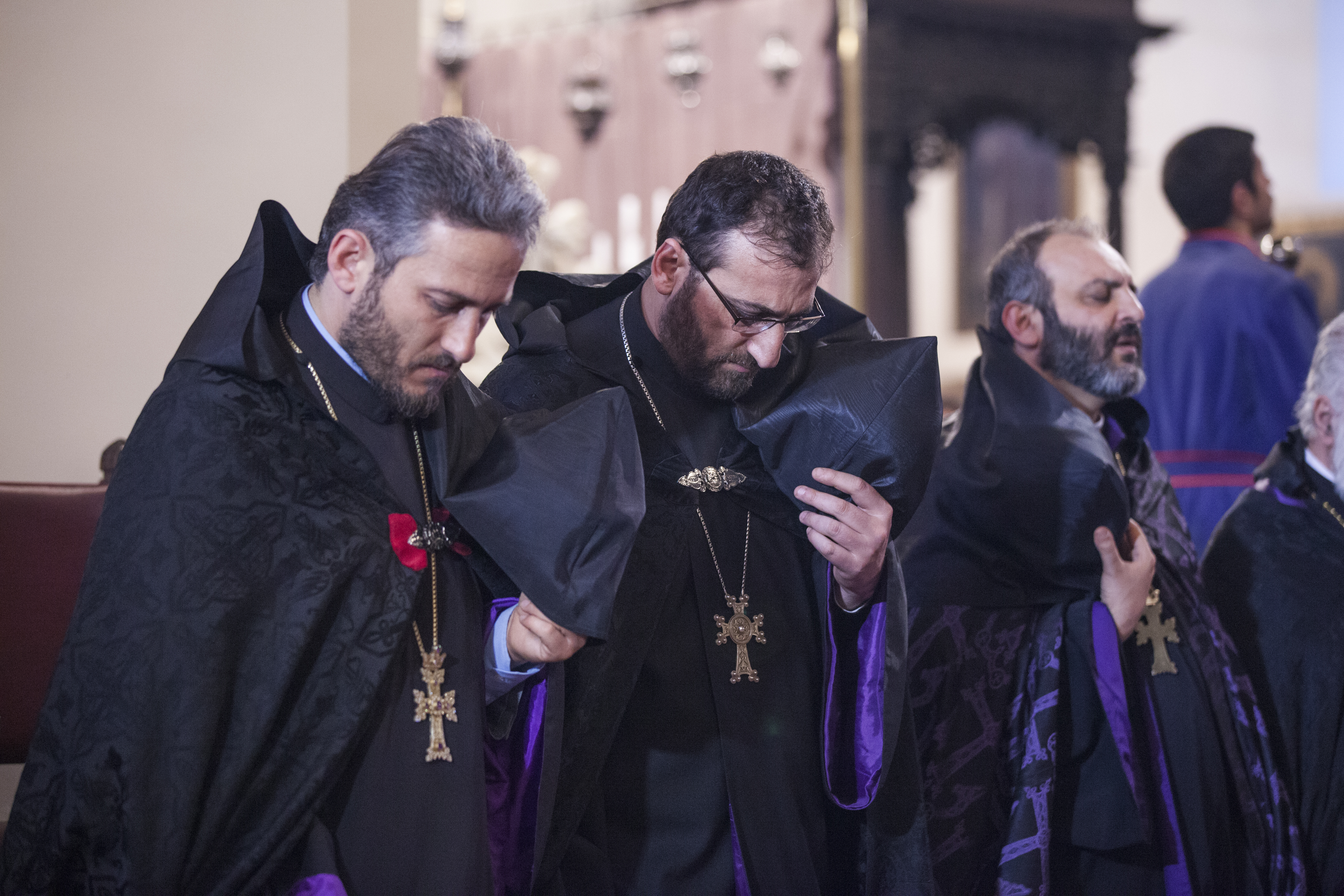
رجال دين أرمن بلباسهم التقليديّ

## الإلترام الديني

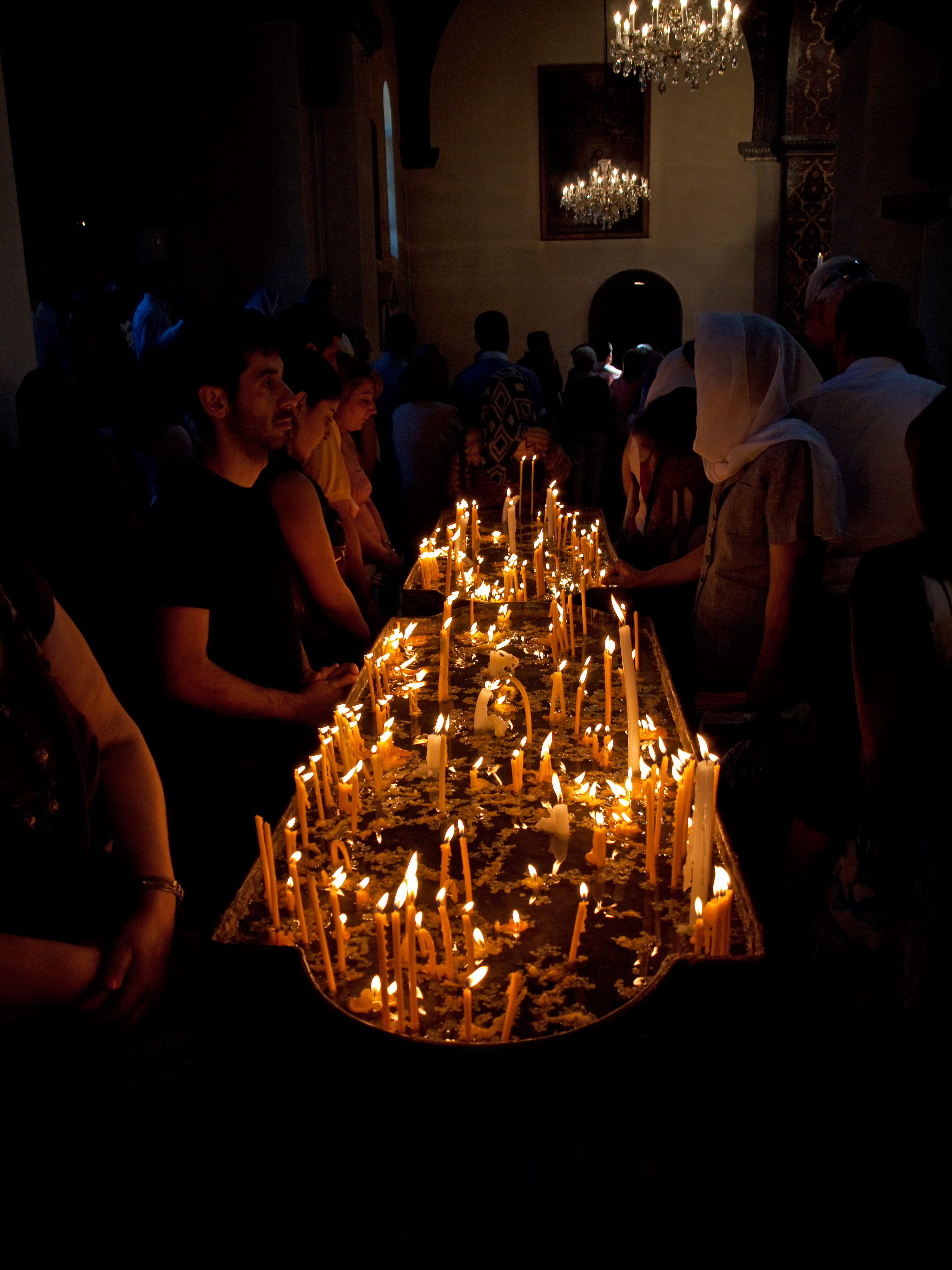
أرمن يضيؤن الشموع في كاتدرائية إجميادسين.

وجدت دراسة قامت بها مركز بيو للأبحاث عام 2015 أنَّ حوالي 95% من الأرمن يؤمنون في الله، وحوالي 86% منهم يعتبرون للدين أهميَّة في حياتهم، وقد وجدت الدراسة التي قامت بها مركز بيو للأبحاث عام 2015 أنَّ حوالي 10% من الأرمن يُداومون على حضور القداس على الأقل مرة في الأسبوع، بالمقارنة مع 57% يُداومون على على حضور القداس على الأقل مرة في الشهر أو السنة. في حين أنَّ 45% من الأرمن الأرثوذكس يُداومون على الصلاة يوميًا.
وقد وجدت الدراسة أيضًا أنَّ حوالي 45% من الأرمن الأرثوذكس يُداوم على طقس المناولة ويصوم حوالي 16% خلال فترات الصوم. ويقدم حوالي 27% منهم الصدقة أو العُشور، ويقرأ حوالي 27% الكتاب المقدس على الأقل مرة في الشهر، في حين يشارك 30% معتقداتهم مع الآخرين. ويملك حوالي 89% من الأرمن الأرثوذكس أيقونات مقدسة في منازلهم، ويضيء حوالي 98% الشموع في الكنيسة، ويرتدي 67% الرموز المسيحيَّة. عمومًا حصل حوالي 76% من مجمل الأرمن الأرثوذكس على سر المعمودية، ويقوم 73% من الأهالي الأرمن الأرثوذكس بالتردد مع أطفالهم للكنائس، ويقوم 40% بإلحاق أولادهم في مؤسسات للتعليم الديني و61% بالمداومة على قراءة الكتاب المقدس والصلاة مع أولادهم.

### الهوية
قال حوالي 82% من الأرمن أن كون المرء مسيحيًا هو جزءًا «هامًا ومركزي» أو إلى «حد ما» من الهوية الوطنيَّة. وينقسم الأرمن الأرثوذكس بين أولئك الذين يقولون أن جوهر هويتهم المسيحيَّة هي في المقام الأول مسألة دينيَّة (34%)، وأولئك الذين يقولون أن هويتهم المسيحيَّة مرتبطة أساسًا بالتقاليد العائلية أو الهوية الوطنية (55%)، وأولئك الذين يقولون أنَّ هويتهم المسيحيَّة هي مزيج من الدين والتقاليد العائلية أو الهوية الوطنية (8%).
بحسب الدراسة أعرب حوالي 97% من الأرمن الأرثوذكس بأنَّ هويتهم المسيحيَّة هي مصدر فخر واعتزاز بالنسبة لهم، في حين قال 44% من الأرمن الأرثوذكس أنَّ لديهم شعور قوي بالانتماء للمجتمع الأرثوذكسي في العالم، وقال 98% من الأرمن الأرثوذكس أنَّه سيربي أبناه على الديانة المسيحيَّة. ويوافق 82% من الأرمن على التصريح أنَّ الأرثوذكسيَّة هي عاملًا هامًا لكي تكون وطنيًا.

### القضايا الاجتماعية والأخلاقية والسياسية
يعتبر حوالي 96% من الأرمن الأرثوذكس أن تعاطي المخدرات عمل غير أخلاقي، و96% يعتبر أن الدعارة عمل غير أخلاقي، ويعتبر حوالي 98% المثلية الجنسية ممارسة غير أخلاقيَّة، ويعتبر حوالي 67% الإجهاض عمل غير أخلاقي، ويعتبر حوالي 56% أن شرب الكحول عمل غير أخلاقي، في حين يعتبر حوالي 80% العلاقات الجنسية خارج إطار الزواج ممارسة غير أخلاقية، ويعتبر حوالي 56% الطلاق عمل غير أخلاقي. ويؤيد 3% من الأرمن الأرثوذكس زواج المثليين.
يؤيد 79% من الأرمن الأرثوذكس تصريح أنَّ «روسيا ملتزمة في حماية المسيحيين الأرثوذكس خارج حدودها»، ويرى 24% من الأرمن الأرثوذكس أنَّ بطريركية موسكو هي أعلى سلطة دينية في العالم الأرثوذكسي، بالمقارنة مع 10% يرى أنَّ بطريركية القسطنطينية المسكونية هي أعلى سلطة دينية، ويرى 24% أن الكنيسة الأرمنية هي أعلى سلطة دينيَّة. يرى حوالي 68% من الأرمن أن الأرثوذكسية هي عامل أساسي لكي تكون مواطن أرمني حقيقي. ويتفق 84% من الأرمن الأرثوذكس مع تصريح «شعبي ليس كاملًا، لكن ثقافتنا متوفقة على الآخرين».